# 동화사

통일대불 전경

동화사(桐華寺)는 팔공산을 대표하는 사찰로, 대한민국 대구광역시 동구 도학동에 있다.
대한불교 조계종 경북 5대 본산 중의 하나이자, 대한불교 조계종 제9교구 본사이다. 대표적인 말사로는 운문사, 파계사, 부인사, 북지장사, 남지장사, 유가사 등이 있다.
1992년에 만들어진 세계 최대 석조 약사여래불인 동화사 통일약사여래대불이 또한 유명하다. 높이가 33 m에 이른다. 동화사의 랜드마크다.
2023년 5월 4일부터 무료입장이 가능해졌다.

## 이름의 유래

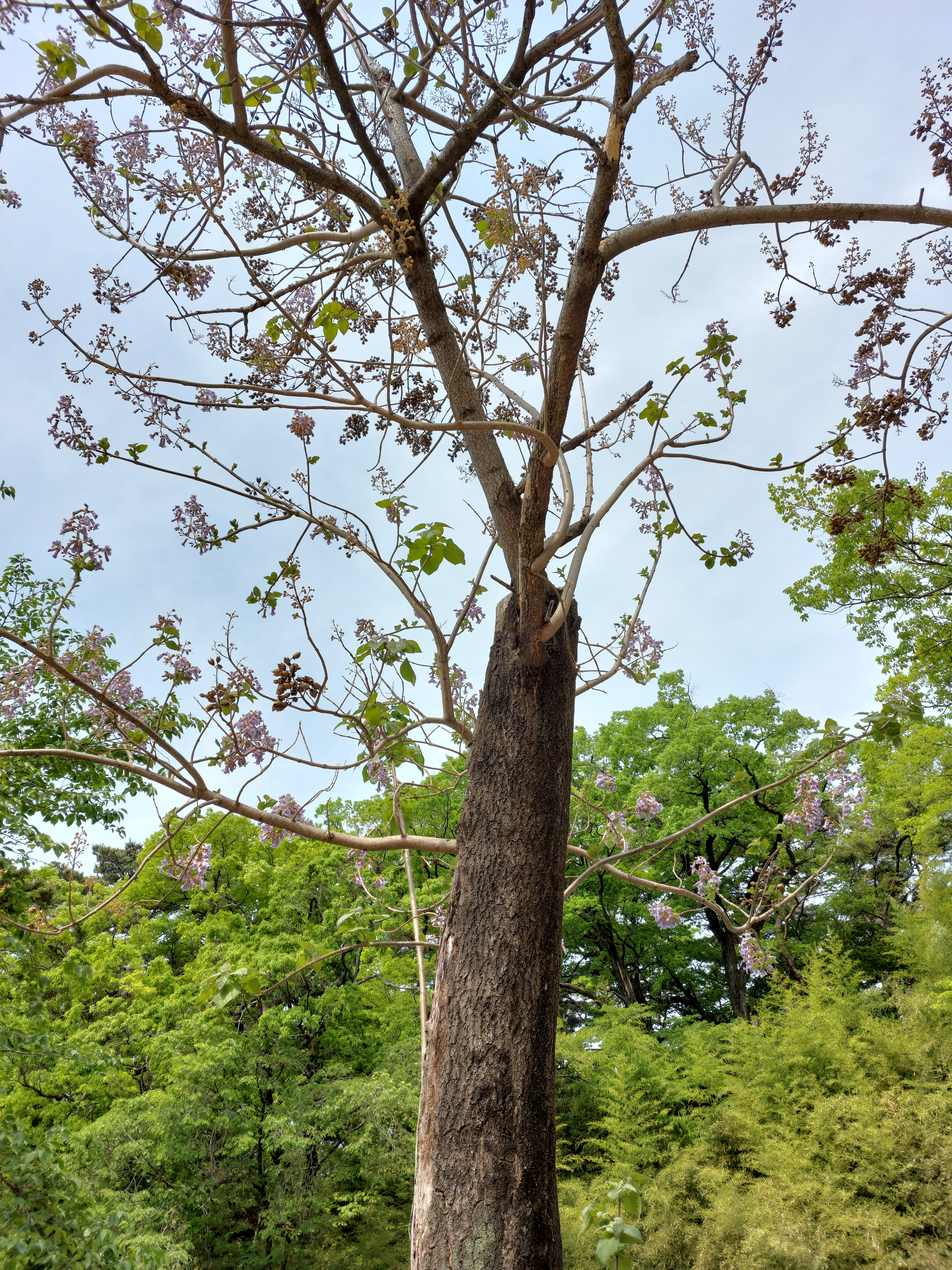
심지대사의 지팡이가 자란 것으로 겨울에도 꽃을 피웠다고 하는 오동나무. 동화사라는 이름의 유래가 된다.

동화사(桐華寺)의 동(桐)은 오동나무 "동"자이고, 화(華)는 "빛나다, 화려하다, 꽃"이라는 뜻이 있으므로, 오동나무 꽃이 아름다운 절이다라는 뜻이다.
창건은 삼국시대 493년(소지왕 15년)에 극달화상(極達和尙)이 유가사(瑜伽寺)란 이름으로 창건하였으므로, 원래는 오동나무와는 상관이 없었다.
이후 통일신라시대 832년(흥덕왕(興德王) 7년) 심지조사(心地祖師)가 중창을 하면서 동화사(桐華寺)라는 이름으로 바꾸었다.
동화사의 유래에는 2가지 설이 있다.
- 심지대사가 던진 지팡이가 자란 오동나무에서 유래했다.

동화사를 상징하는 오동나무는 심지대사가 던진 지팡이가 자란 것이라고 한다. 이후 유가사란 이름을 동화사로 바꾸었다.
- 원래 심어져 있던 오동나무에서 유래했다.

심지조사(心地祖師)가 중창할 당시, 원래 유가사에 오동나무가 있었다고 한다. 겨울인데도 오동나무가 꽃을 피운 것을 보고 상서로운 징조로 여긴 심지조사(心地祖師)가 동화사(桐華寺)라고 이름을 고쳤다고 한다.

## 창건

### 《동화사사적비》(1931년)에 따른 기록
신라 소지왕 15년(493년)에 극달 화상(極達和尙)이 유가사(瑜伽寺)라는 이름으로 처음 지었다.
신라 흥덕왕(興德王) 7년(832년) 심지조사(心地祖師)가 중창하면서 지금의 이름으로 바꾸었다고 한다.

### 《삼국유사》(13세기)에 따른 기록
영심(永深) 진표(眞表)로부터 불골간자를 이어받아 다시 심지조사에게 간자 두 개를 전했다.
심지조사가 그것을 봉안할 땅을 찾고자, 중악(中岳)=팔공산의 두 신과 함께 산꼭대기에 올라가 서쪽을 향해 던지니 간자가 곧 바람에 날려 날아갔다.
간자가 떨어진 곳은 동화사에서 작은 개울을 하나 건넌, 참당(籤堂) 북쪽에 있는 작은 우물이었다. 그리고 심지조사는 그곳에 강당을 지어 간자를 봉안했다고 한다. 여기가 지금의 동화사 금당선원(금당암) 자리이다.

## 연혁
시대별 연혁은 다음과 같다.

### 삼국 시대
- 493년(신라 소지왕 15년) : 극달화상(極達和尙)이 유가사(瑜伽寺)라는 이름으로 창건하였다.

### 남북국 시대
- 832년(통일신라 흥덕왕 7년) : 심지조사(心地祖師)가 중창을 하면서, 동화사로 이름을 바꾸었다.
- 863년(통일신라 경문왕 3년) : 비로암에 3층 석탑과 석조 비로자나불을 조성하였다.
- 9세기 후반 : 금당암에 3층 석탑을 조성되었다.

### 후삼국 시대
- 928년(신라 경순왕 1년) : 영조선사(靈照禪師)가 동화사의 부속 암자인 염불암을 지었다.
- 934년(신라 경순왕 7년) : 동화사를 중창하였다.

### 고려 시대
- 1036년(정종 2년) : 왕명에 따라 개경(開京)의 영통사(靈通寺)와 숭법사, 대구의 부인사(符仁寺)와 동화사(桐華寺)가 불교 경율(經律)의 시험을 치르는 사찰로 지정되었다.(참고로 현재 인터넷 검색엔진에는 고려의 사찰명으로 숭법사가 전혀 검색되지 않으므로, 오타인지 검색되지 않는지는 확실치 않다. 다만, 다른 고려의 유명한 국찰로 숭교사(崇敎寺)와 귀법사(歸法寺)는 검색이 되므로, 이전 본 문단의 서술 내용인 숭법사가 숭교사와 귀법사를 합쳐 숭법사로 부른 것일 수도 있겠다는 추정도 가능하다고 본다.)
- 1190년(명종 20년) : 조계종의 개조(開祖)인 보조국사(普照國師) 지눌이 동화사를 중창하였다.
- 1202년(신종 5년) : 경주의 별초군이 난을 일으키자, 난에 가담하였다.
- 1298년(충렬왕 24년) : 홍진국사(弘眞國師)가 동화사를 하안소(下安所)로 삼고 대구모로 중창하였다. 홍진국사(弘眞國師)를 기려 부도를 동화사에 세웠다.

### 조선 시대
- 1592년(선조 25년) : 대구부사가 동화사를 관군의 본부로 삼고, 벼슬아치들을 염불암에 들어가게 했다.[8] 사명대사 유정(惟政)이 영남도총섭(嶺南都總攝)이 되어, 영남치영아문(嶺南緇營牙門)을 설치하고 동화사 봉서루에 편액을 걸어 영남지방의 승병을 지휘하였다.[9]
- 1606년(선조 39년) : 유정(惟政)이 다시 동화사를 중창하였다.
- 1677년(숙종 3년) : 상숭대사(尙崇大師)가 동화사를 중창하였다.
- 1732년(영조 8년) : 관허(冠虛)와 운구(雲丘), 낙빈(洛濱), 청월(晴月) 등에 의해 동화사가 중건되었다. 현재 동화사의 대웅전, 천태각, 영산전, 봉서루, 심검당 등의 당우들은 영조 때 중창된 것이다.

### 일제 강점기
- 1911년 : 동화사에 아미산 포교당이 창건되었다.
- 1919년 : 3.1 운동 당시에 동화사는 31본산의 하나였다.
- 1919년 3월 23일 : 중앙학림의 지시로 윤학조가 대구에 왔다. 동화사 지방학림(현재, 동화사 승가대학)의 학생인 권청학, 김문옥 등을 만나 불교계의 만세운동 참여소식을 알렸다.
- 1919년 3월 30일 : 학림 학생들이 대구 덕산정시장(대구 남문시장)에서, 3.30 대구만세운동을 전개하였다. 이 당시 동화사 주지는 김남파(金南坡)로, 조선총독부에 비슬산 대견사를 없애자고 청원하는 등 친일에 앞장선 인물이었다.

### 대한민국
- 1992년 : 통일약사여래석조대불 조성하고, 동화사의 많은 당우들을 새롭게 지었다.

## 주요 볼거리

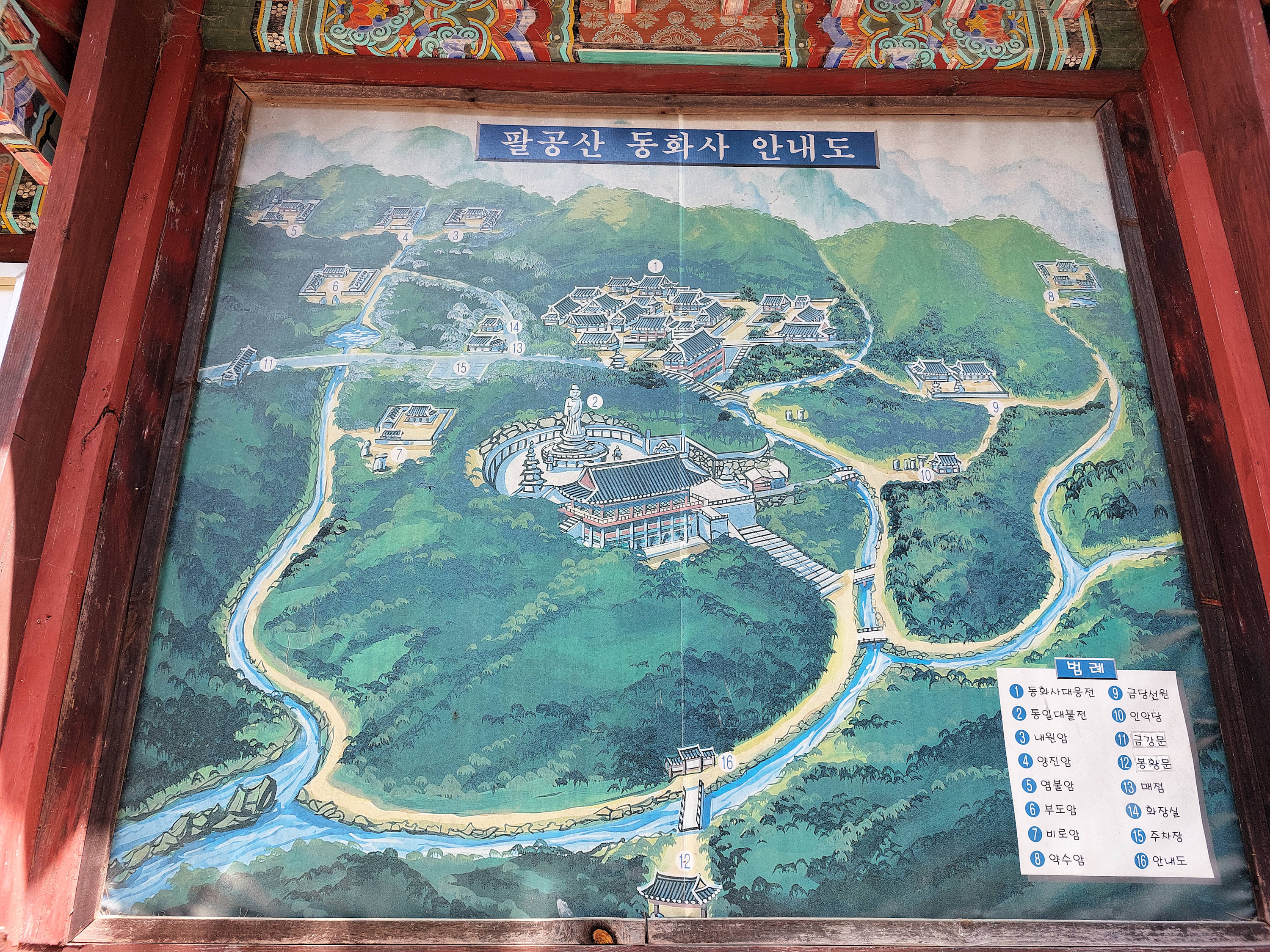
동화사 안내도

동화사의 주요 볼거리는 다음과 같다.

### 통일대불(統一大佛)과 통일기원대전(統一祈願大展)
통일대불은 1990년 10월 26일에 착공하여, 1992년 11월 27일에 점안식을 올렸다. 당시 대선기간이어서, 김영삼 전 대통령, 김대중 전 대통령, 정주영 전 현대그룹 회장이 참석했었다.
통일대불의 높이는 총 33m(17m, 좌대의 높이가 13m, 지하암반에서 참배단까지 높이가 3m)이다. 전라북도 익산시에서 석공 108명이 7개월 동안 황등석 2,000톤으로 불상을 3,000톤으로 좌대를 만들어, 팔공산 동화사로 옮겼다.
약사여래불을 통일대불로 만든 이유는 다음과 같다. 한반도 통일에 갈등이 되는 걸림돌을 약사여래불이 하루 속히 치유하여, 통일을 이루고 한반도에 평화를 가져오자는 뜻이라고 한다.
통일대불 조성에 정주영 전 현대그룹 회장이 많은 시주를 하였고, 부인인 변중석 여사도 1만 5천평을 매입해 주차장 부지로 시주하였다.

#### 통일기원대전
통일대불 맞은편에 있다. 전각 안에서 유리를 통해 바로 통일대불의 얼굴을 마주할 수 있다.

#### 법화보궁
지하에는 있는데, 부처님 진신사리가 모셔져 있는 법화경 법당이 있다. 나머지 공간은 박물관과 참선공간으로 꾸며져 있다.

#### 108계단
가는 길은 2가지가 있는데, 108계단 쪽으로 가면 힘은 들지만 다 올라서서 뒤를 돌아보면 아찔한 희열을 느낄 수 있다.

통일대불
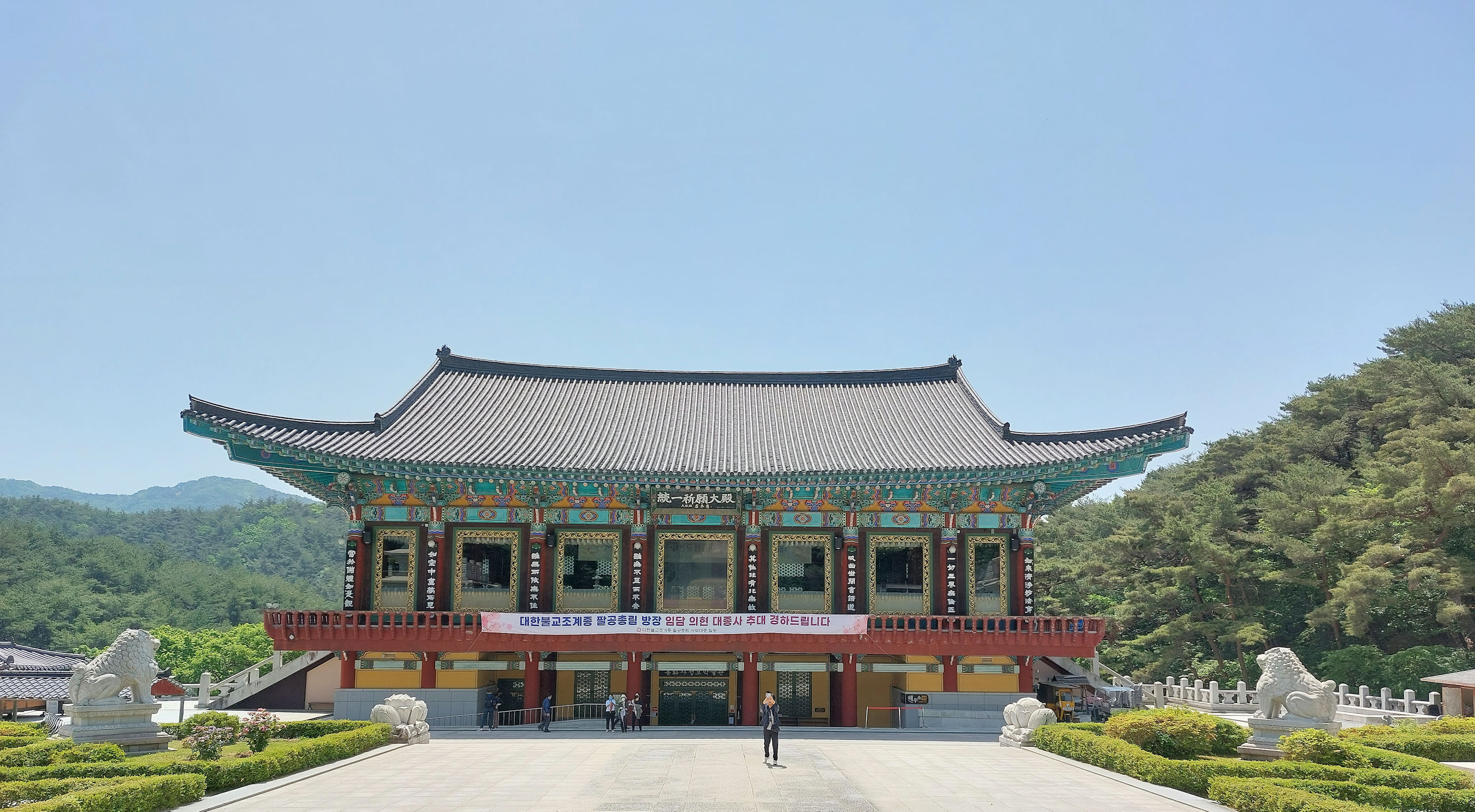
통일기원대전
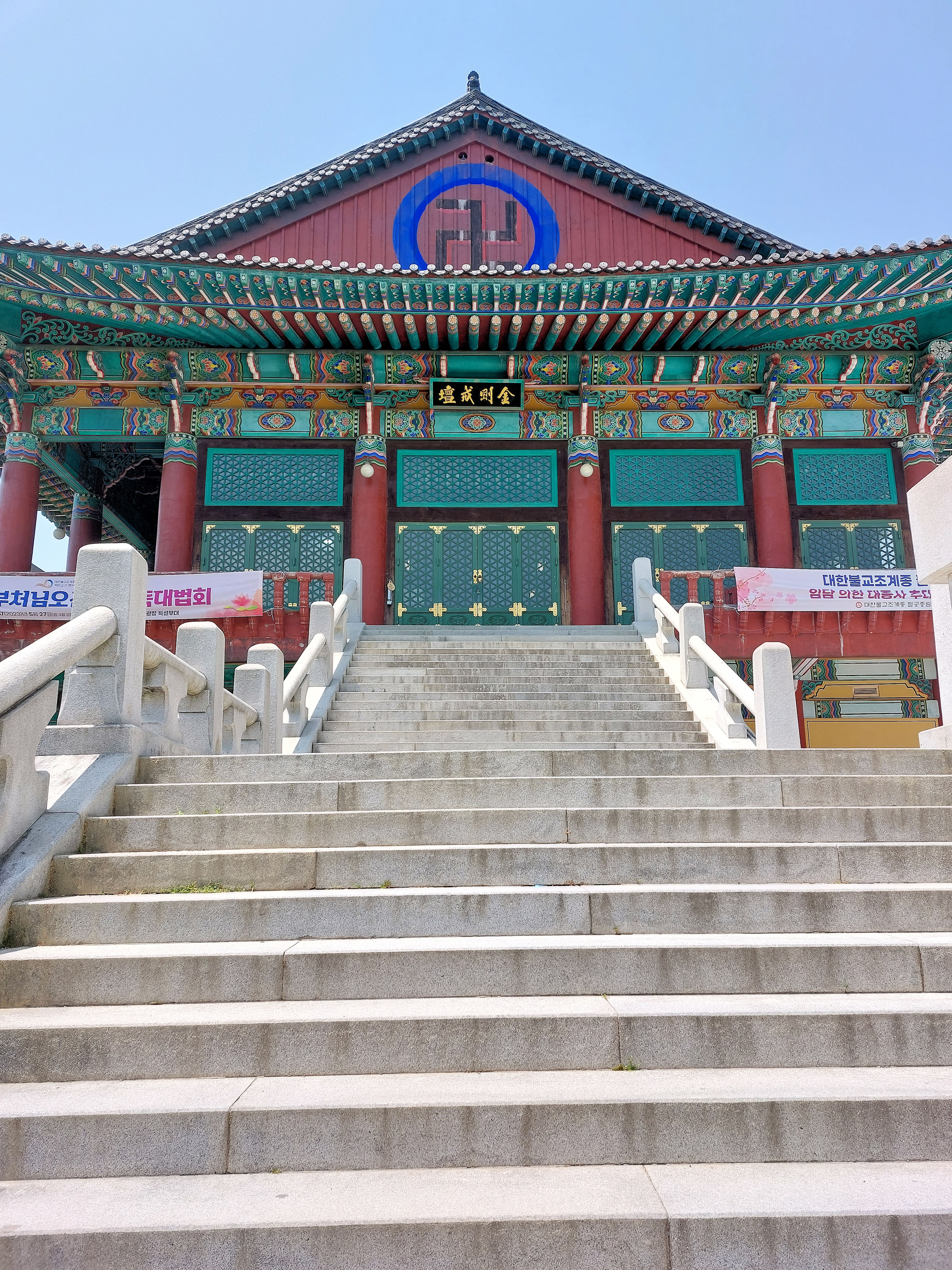
금강계단
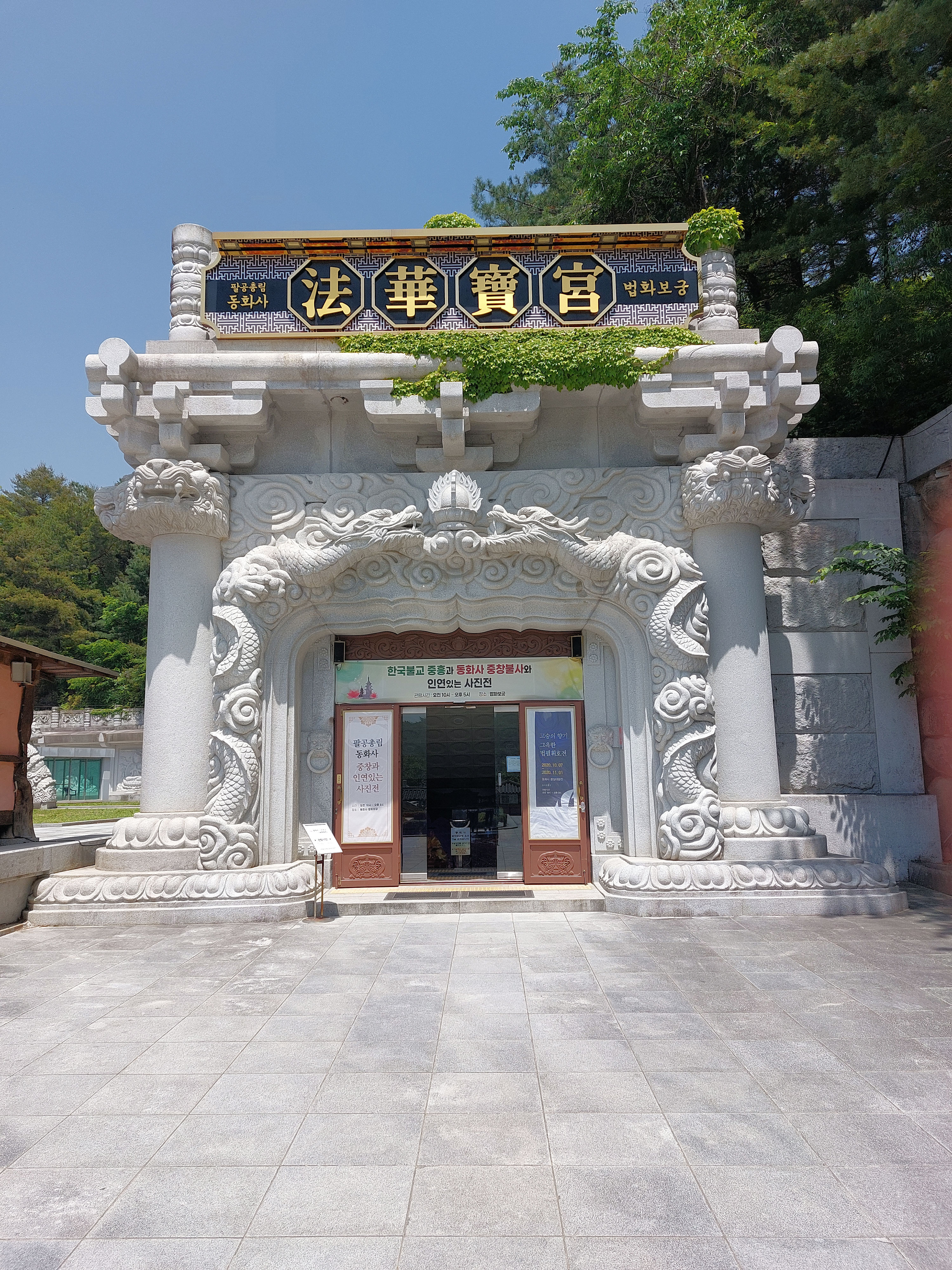
법화보궁
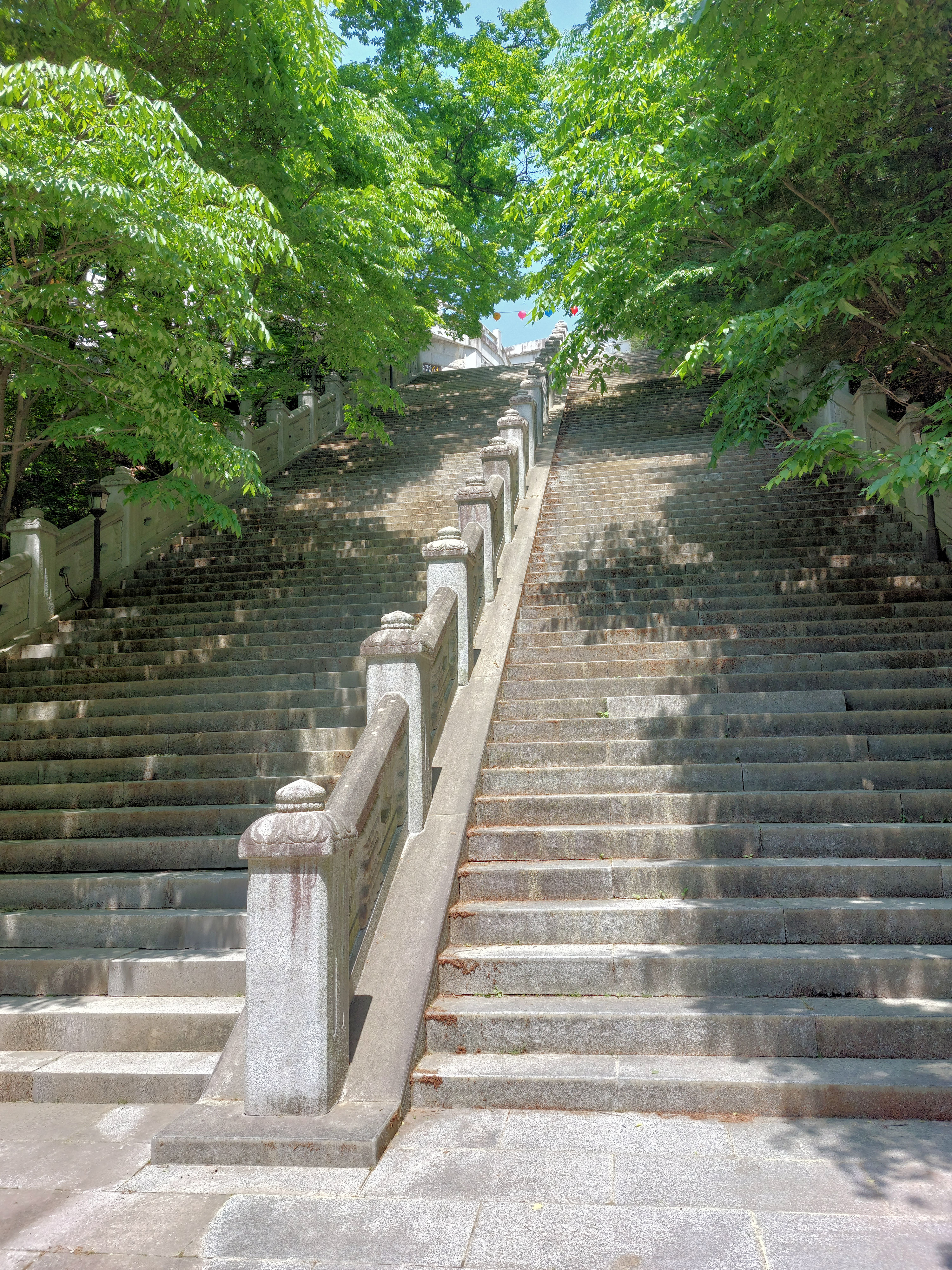
통일대불 108계단

### 대웅전(大雄殿)

#### 역사
- 세조(世祖) 10년(1465년) : 대웅전을 수리하였다.
- 선조 39년(1606년) : 현존하는 대웅전 건물을 학인이 세웠다.
- 숙종 3년(1677년) : 대웅전을 한 번 수리하였다.
- 조선 영조 3년(1727년) ~ 영조 8년(1732년) : 대웅전을 수리했다.
- 헌종 4년(1838년) : 대웅전을 다시 수리하였다.

#### 외부 특징
정면 3칸, 측면 3칸의 규모이다. 지붕은 다포계 겹처마 팔작지붕이다. 축대 아래 양쪽에는 한 쌍의 괘불대와 노주가 있고, 법당으로 오르는 층계는 정면에 반원형으로 쌓아 올렸다.

#### 내부 특징
대웅전 내부 불단에는 석가모니 부처님을 주불로 좌측에 아미타불, 우측에 약사여래불을 모셨다. 또 천장에는 세 마리의 용과 여섯 마리의 봉황이 화려하게 조각되어 있다.

#### 대웅전 뒤뜰
동화사 뒤뜰은 기가 좋은 곳으로 주민들이 복을 비록 가는 곳이라고 한다.
예전에 해프닝이 있었다. 6.25전쟁 당시, 동화사 대웅전 뒤뜰에 금괴 40kg이 묻혀있다고 주장한 사람이 2011년에 나타났었다. 한국은행까지 가세하여 6.25전쟁 당시 도난당한 금괴인지 확인하려고 하여 발굴 직전까지 갔으나, 동화사측이 문화재를 허튼 주장으로 훼손할 수 없다하여 없던 일로 하였다.

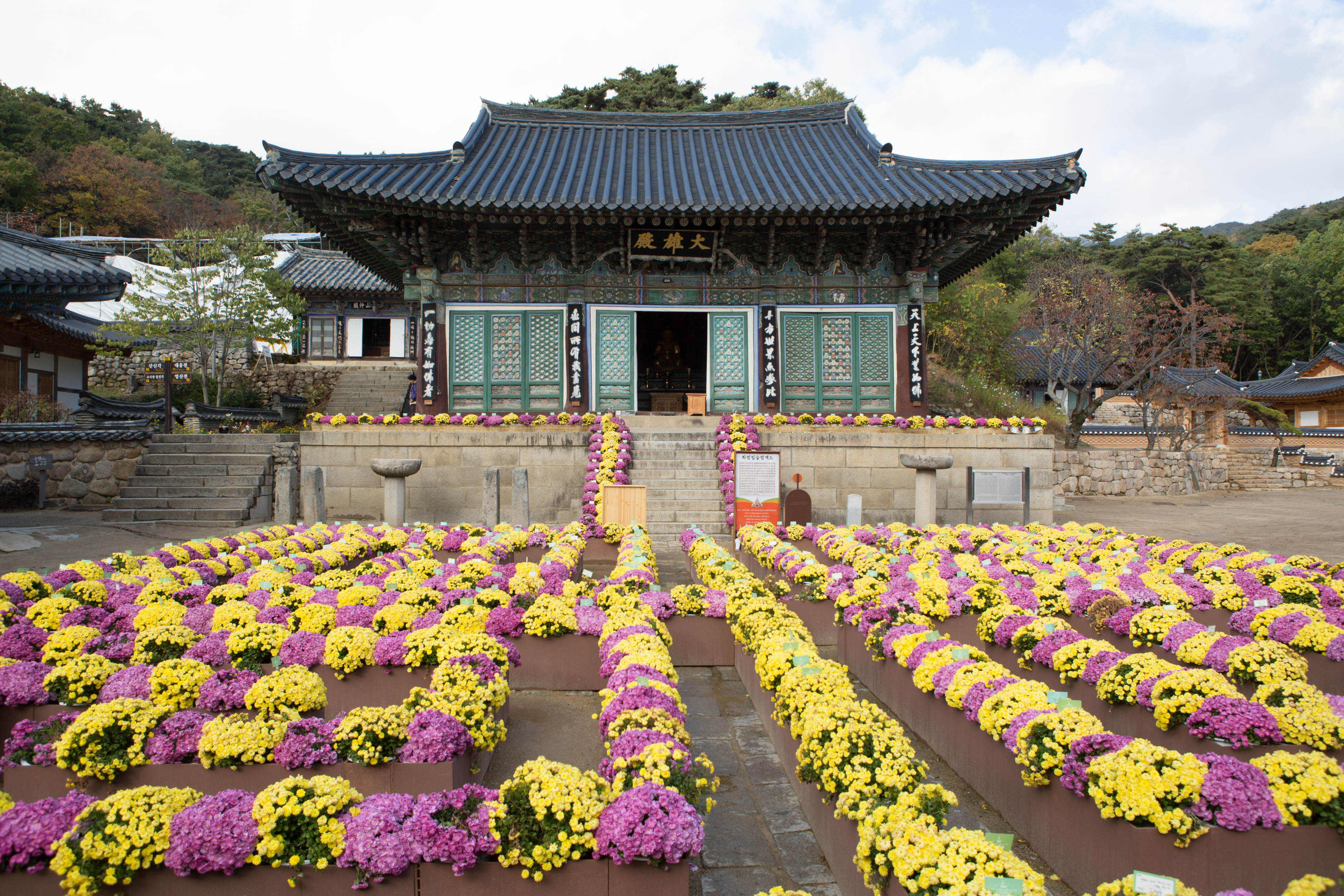
대웅전
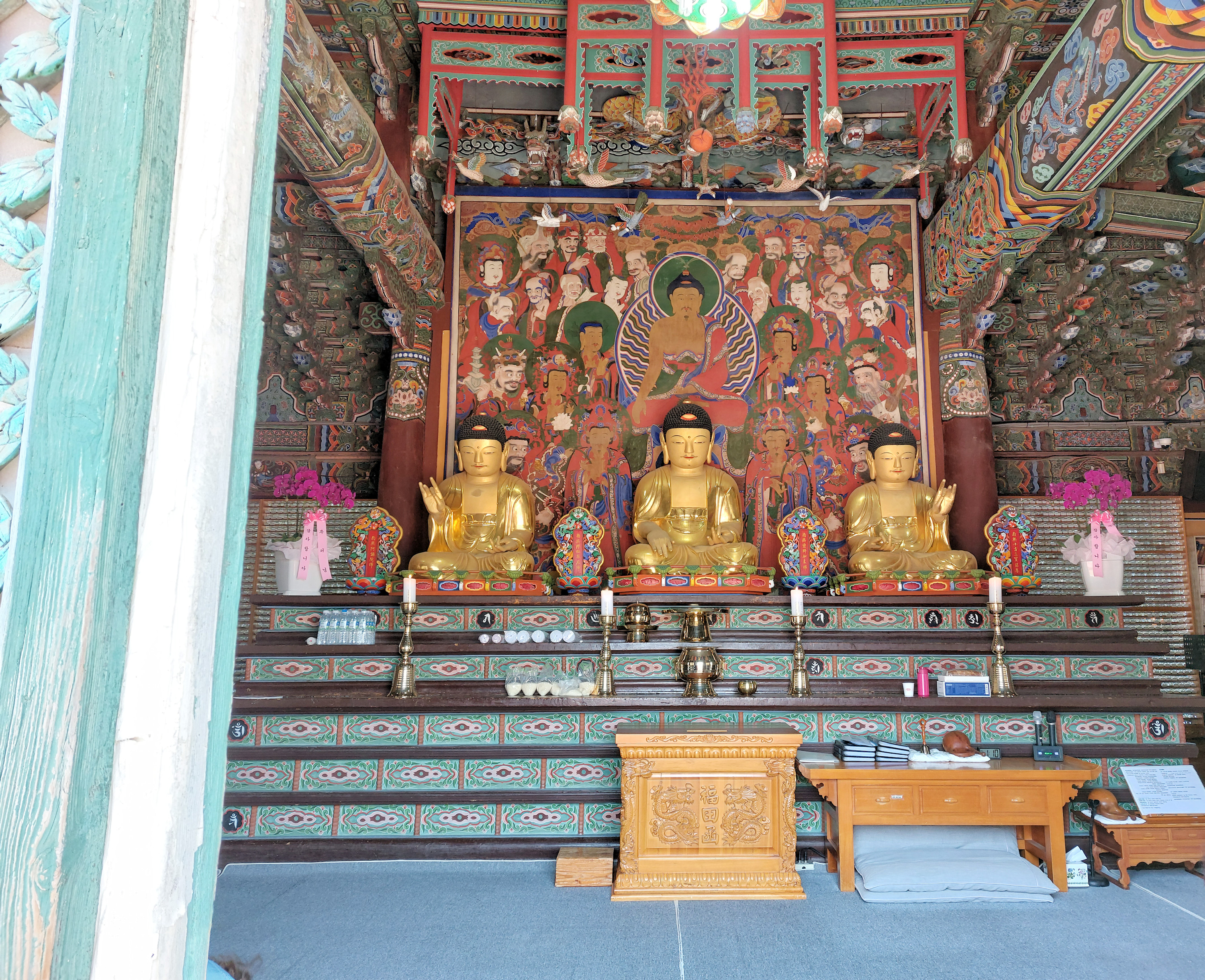
대웅전 삼존불(왼쪽 아미타불, 중앙 석가모니불, 오른쪽 약사여래불)
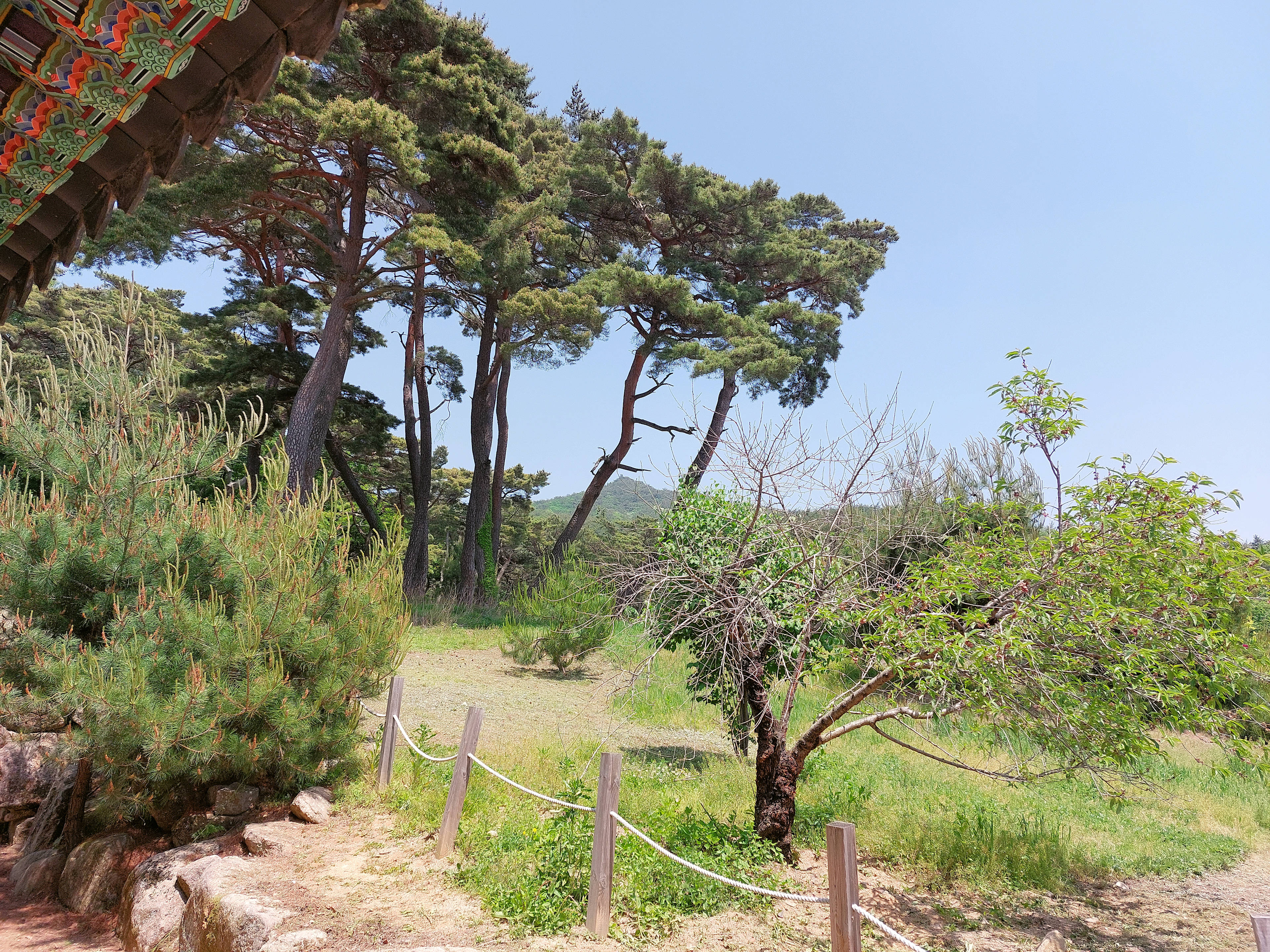
대웅전 뒤뜰은 기가 좋아 주민들이 복을 빌고 간다.

### 봉서루(鳳棲樓)
봉황의 기운이 서린 누각이라는 뜻이다. 봉서루는 동화사의 누문(樓門)으로. 대웅전이 있는 곳으로 들어가려면 누각을 꼭 지나가야한다.
네모난 돌기둥을 세워 누문을 만들고, 그 위에 정면 5칸의 목조 누각을 세운 독특한 건축양식을 가졌다.

#### 봉황의 알
팔공산은 봉황의 모습으로 대구광역시를 감싸 안고 있다. 동화사는 풍수지리적으로 봉황의 아기궁이 자리이다.
누각으로 오르는 계단 중간에는 널찍한 자연석이 하나 놓여 있다. 흔히 이 부분을 '봉황의 꼬리'라 부르며, 누각 오른쪽 귀퉁이에 있는 세 개의 둥근 돌은 '봉황의 알'을 상징하는 것이다.(예전에는 큰 바위가 봉황의 알이라고도 했었다.)

#### 사명대사
임진왜란 당시 사명대사가 영남도총섭(嶺南都摠攝)으로서 동화사에서 승병(치병)을 지휘했던 까닭에 따라 봉서루 안에는 영남치영아문(嶺南緇營牙門)이라는 현판이 걸려 있다.

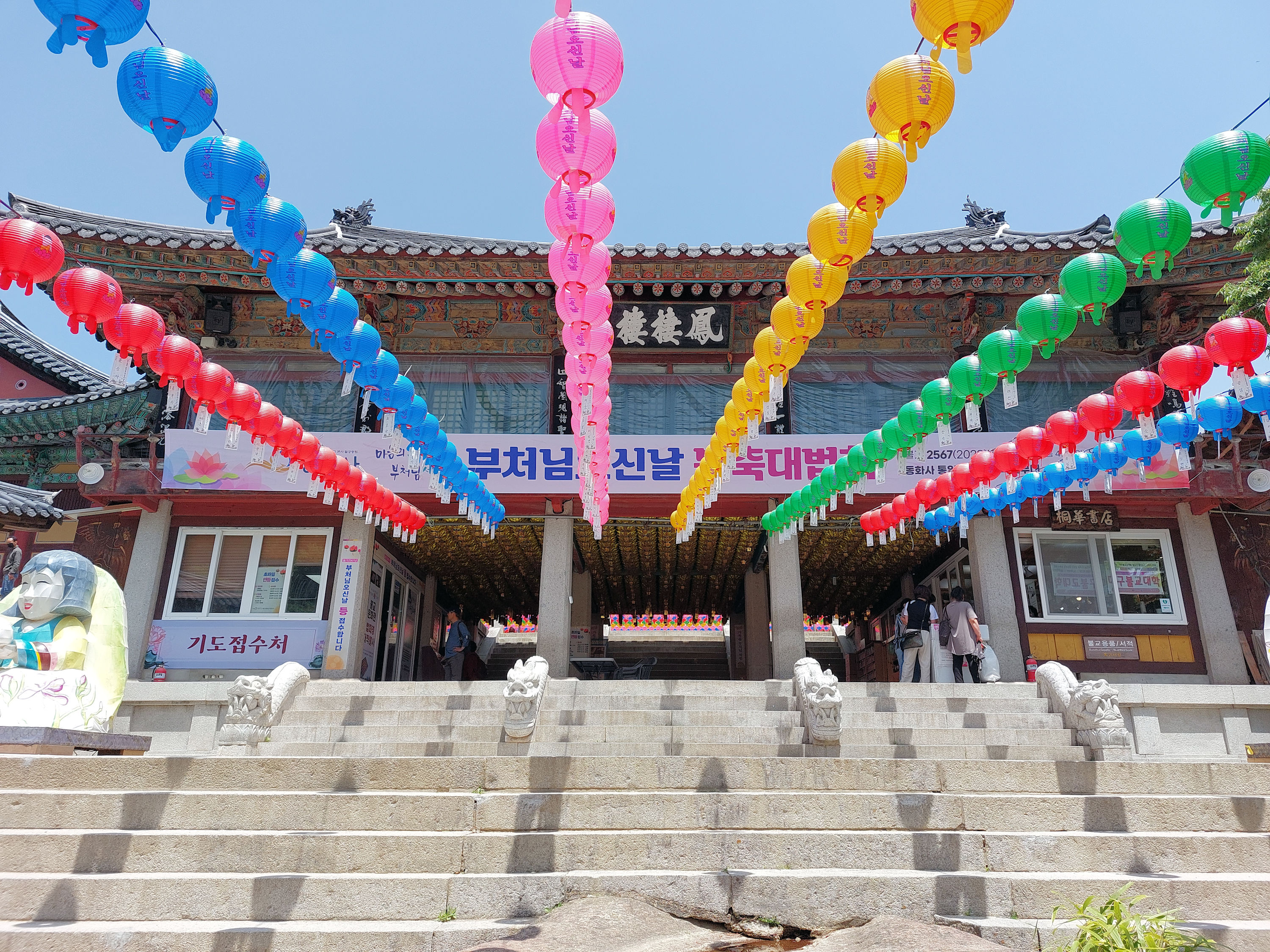
봉서루
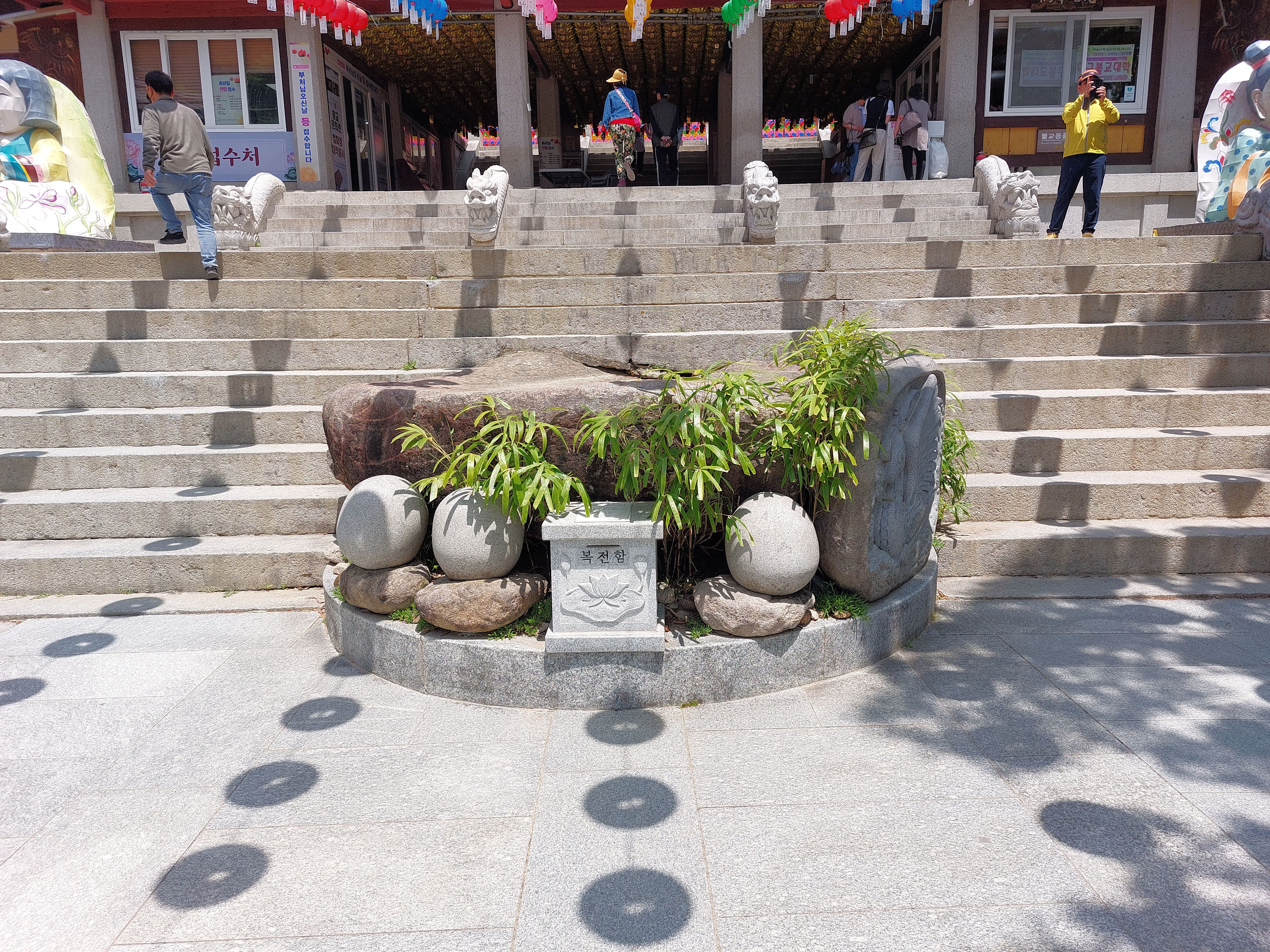
봉서루 앞 봉황알

### 영산전(靈山殿)
동화사에서는 영산전이라고 하지만 절에 따라서 나한전 또는 응진전이라고 부르기도 한다. 대웅전 동편 뒤 담장으로 둘러싸인 별채에 위치해 있으며, 내부에는 불경의 영산회상의 모습을 재현하여 석조 석가삼존불을 중심으로 십육나한상이 좌우로 열좌해 있다.
현판 글씨는 서예가 해사 김성근의 글씨이다. 맞배지붕에 겹처마 형식의 건축 양식을 갖춘 현재의 영산전은 현종 10년(1669년)에 학찬(學贊)이 세웠던 것을 1920년 중건하였다.
오른쪽에 요사채가 있는데, 조실채로 사용하고 있다.

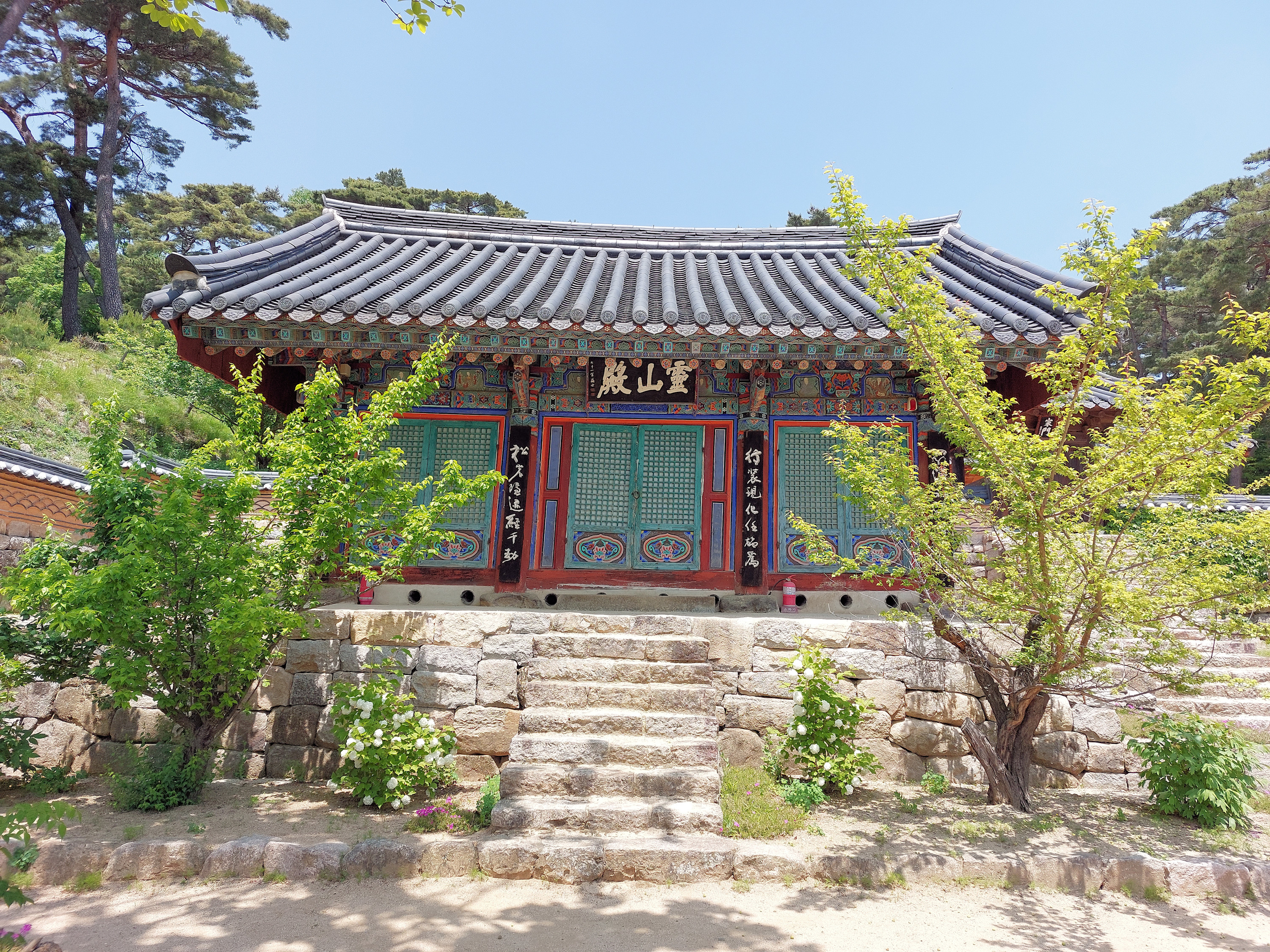
영산전
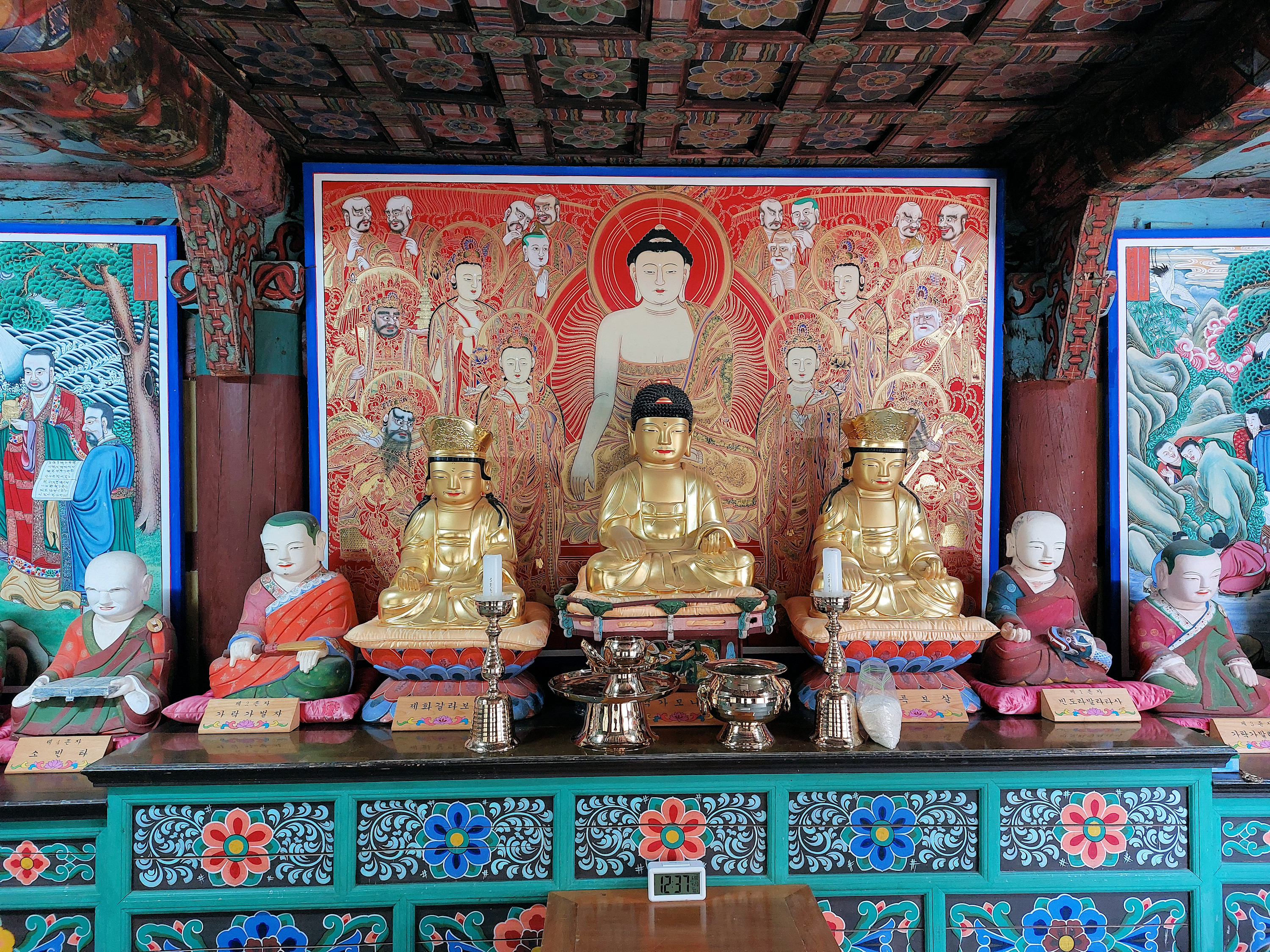
영산전 삼존불(왼쪽 제화갈라보살, 중앙 석가모니불, 오른쪽 미륵보살)

### 산신각(山神閣)과 칠성각(七星閣)
산신각은 산신을 모신 전각이고, 칠성각은 칠성신을 모신 전각이다. 칠성각의 탱화는 1857년(철종 8년)에 그려진 것이다.

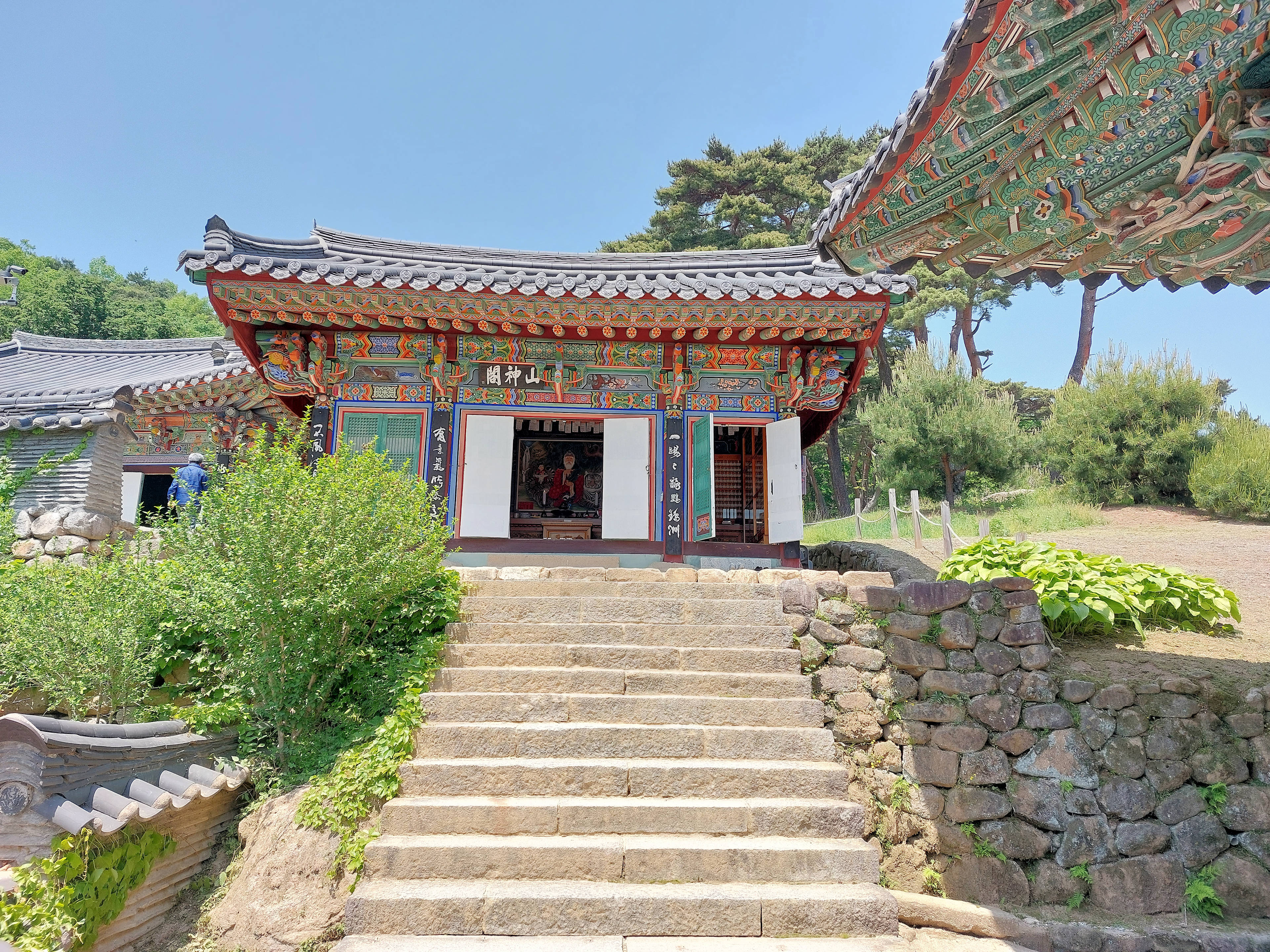
산신각
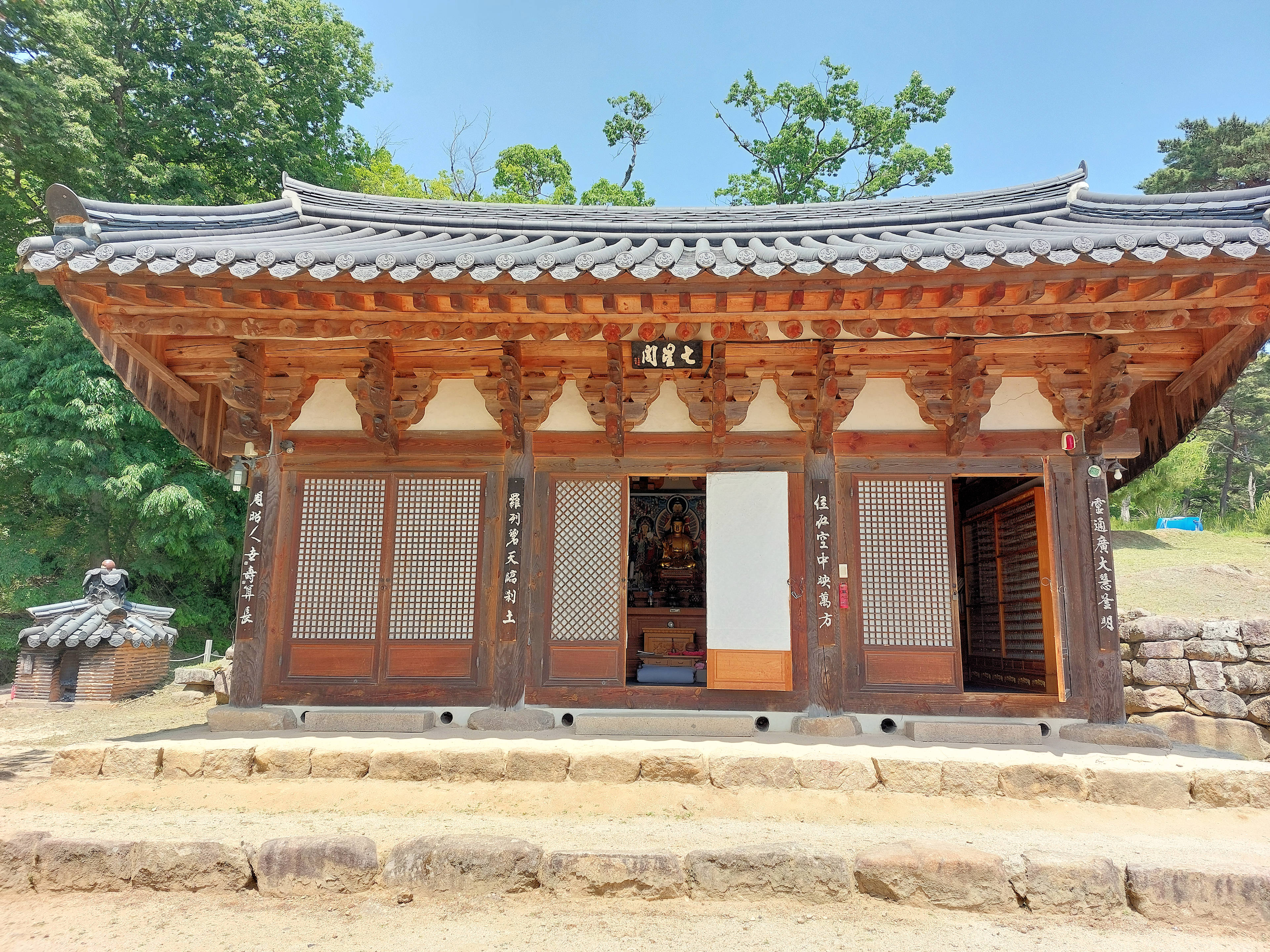
칠성각

### 조사전(祖師殿)
동화사를 거쳐간 역대 고승의 진영을 봉안한 곳이다. 대웅전 뒤편 서쪽에 위치해 있으며 18세기 건물이다.
동화사를 처음 세웠다는 극달 화상과 중창조 보조국사, 사명대사, 세장, 두여, 의첨, 지화, 총륜, 조계종 초대 종정을 지낸 석우 스님 등 진영이 봉안되어 있다.
참고로 현재는 진영을 모두 복사본으로 봉안해 놓았다.

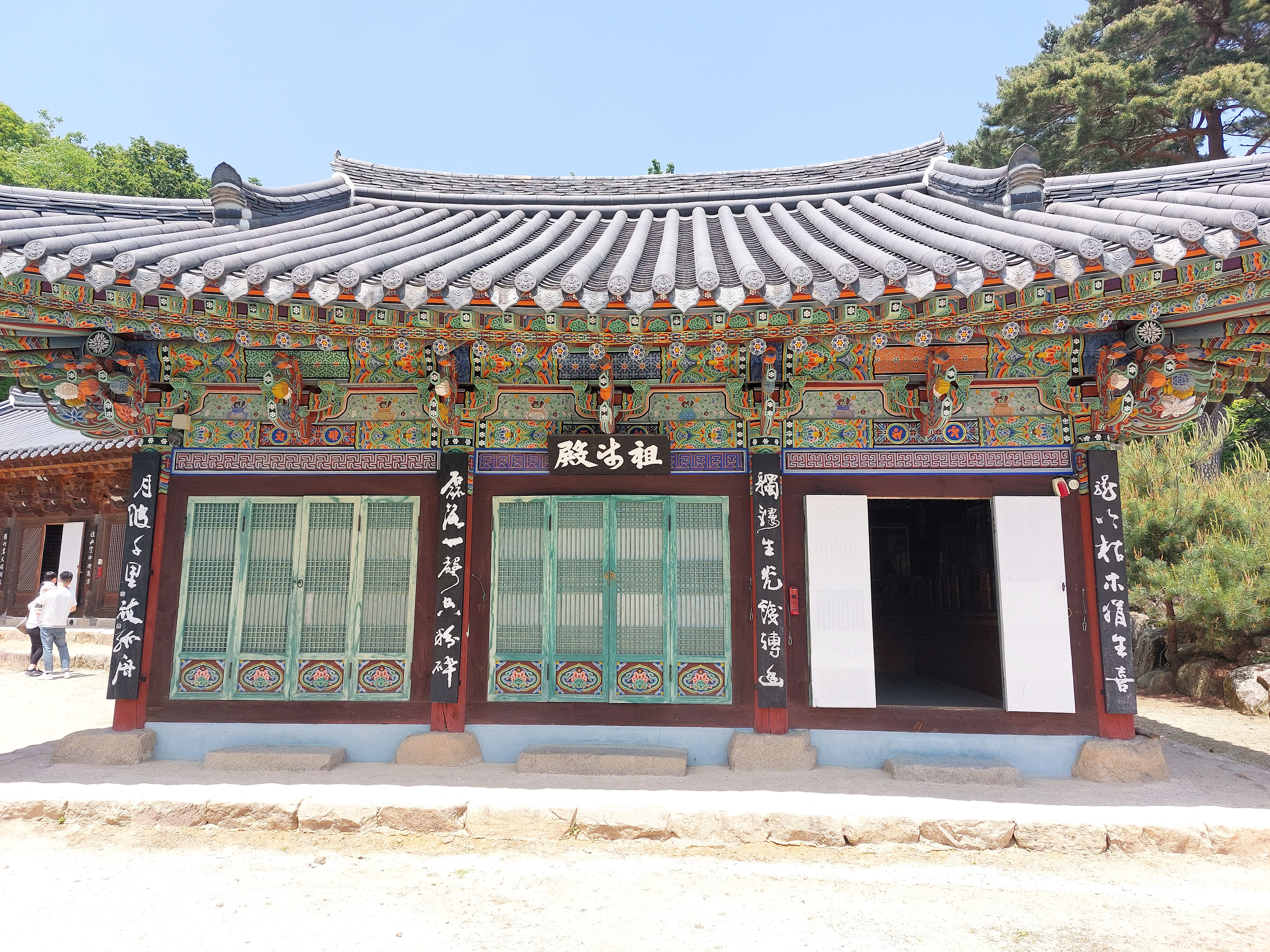
조사전

### 금당암(金堂庵) - 선원(禪院)
금당암(金堂庵)은 동화사에서 개울만 건너면 바로 볼 수 있다. 금당(金堂)은 아미타불을 모신 전각으로, 극락전이라고도 부른다. 즉, 원래 금당암은 아미타불을 모시고 극락왕생을 빌던 암자였지만, 현재는 선원이 있기에 금당선원이라고 더 많이 부른다.
선원은 승려들이 참선수행을 하는 공간이기 때문에, 매년 음력 4월 8일 부처님오신날을 제외하고는 일반인에게 공개되지 않는다.

#### 역사
신라시대에 법상종(法相宗)의 개조로 알려지고 있는 진표(眞表)대사가 미륵보살 수계의 징표인 간자(簡子)를 영심(永深)대사에 전해주었다고 한다. 이를 다시 동화사의 중창자인 심지대사가 전해받았다.
심지대사가 간자(簡子)를 봉안할 곳을 찾으려고, 팔공산에서 간자(簡子)를 던지자, 날아가서 우물가에 떨어졌는데 현재의 금당선원자리라고 한다.
해방 이후로 석우, 효봉 대종사를 비롯, 성철 등 불교 정화의 주체가 된 많은 승려들이 이곳에서 결사를 세웠다. 1974년 5월 증개축 불사로 정비되었으며, 사찰문화재 보호구역으로 삼층 석탑 2기(보물 제248호)가 극락전 좌우에 배치되어 있다.

#### 극락전(極樂殿)
1600년(선조 33년)에 금당선원의 중건이 시작됐다. 그중 극락전을 제일 먼저 건립했다.

#### 수마제전(須摩提殿)
수마제전은 금당선원의 극락전 뒤쪽에 있다. 고금당(古金堂)이라고 전해진다. 1465년(세종 11년)에 건립되었고, 임진왜란 뒤 1702년(숙종 28년)에 중창되었다.

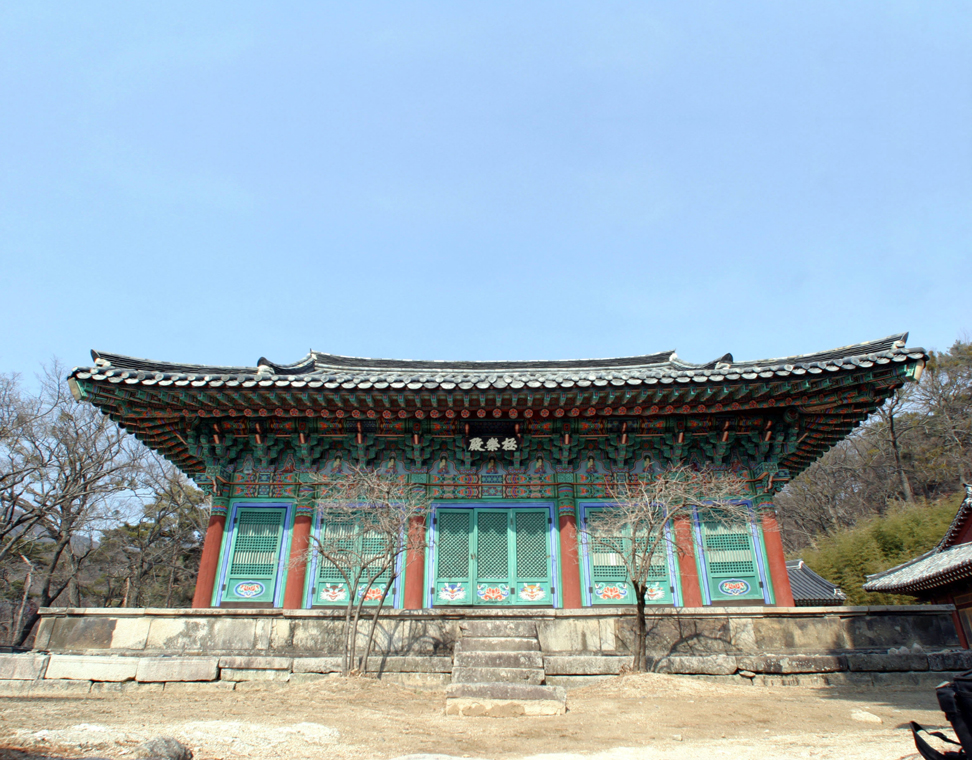
극락전
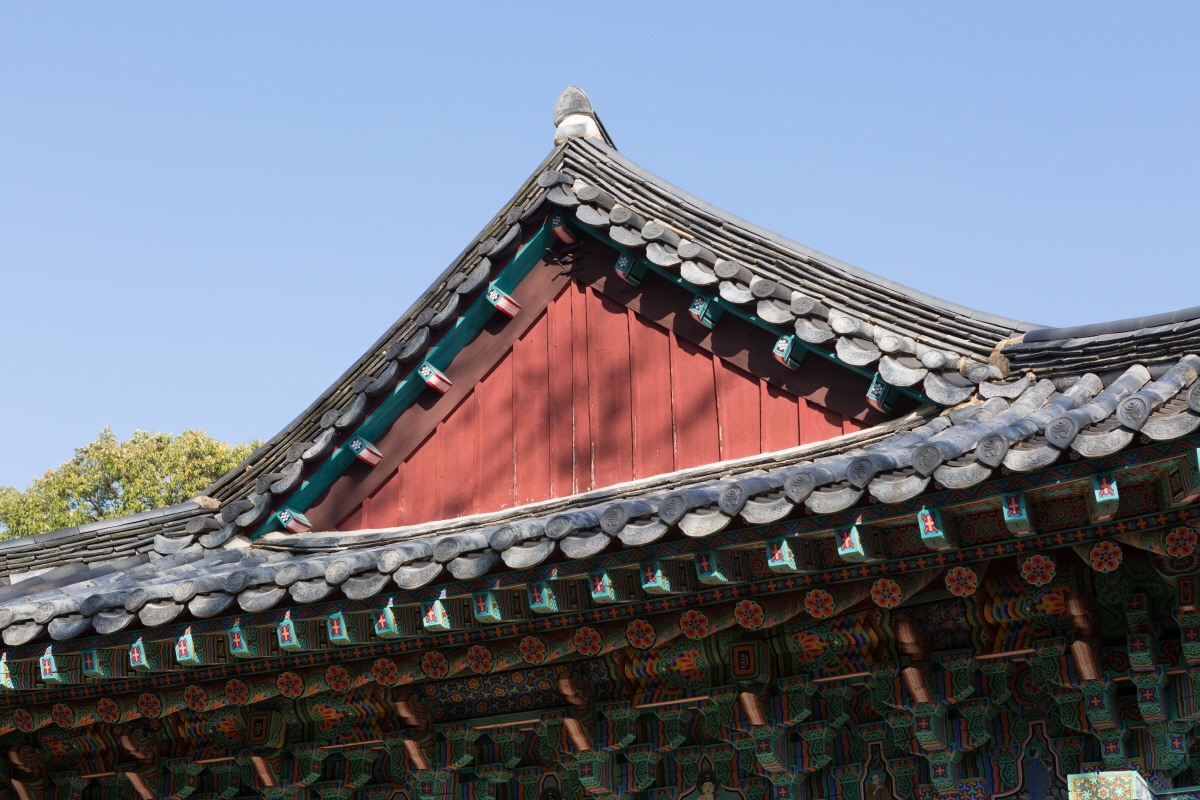
극락전 팔작 지붕
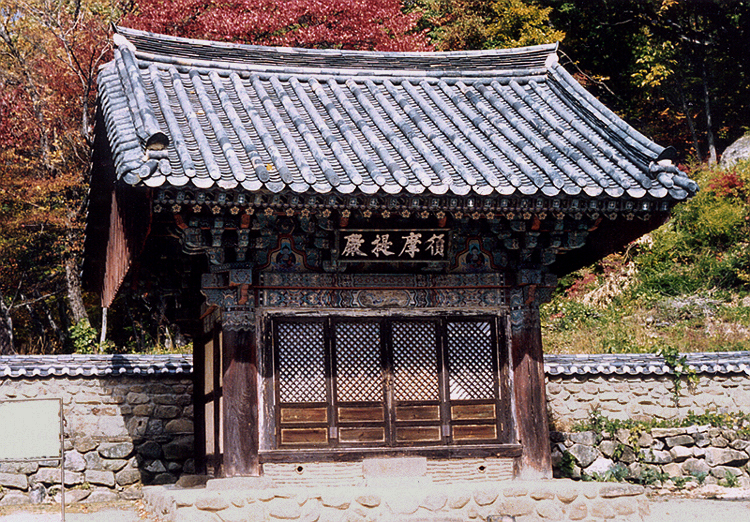
동화사 수마제전

### 비로암(毘盧庵) - 율원(律院)
동화사 주차장과 바로 붙어있는 비로암이 동화사의 율원이다. 비로암은 863년에 남북국시대 통일신라의 민애왕을 위해 건립한 천년고찰이다.
『동화사사적기(桐華寺寺蹟記)』에는 비로암이 아니라 비로전이라고 하고 있어, 원래 같은 사찰로 생각했었던 것 같다. 참고로 현재는 비로전을 대적광전이라고 부른다.
하지만 율원으로서의 역사는 그리 길지 못하다. 팔공총림 동화사 율학승가대학원(율원)은 2013년에 설립되어 2015년 2월에 1기 졸업생을 배출하였다.

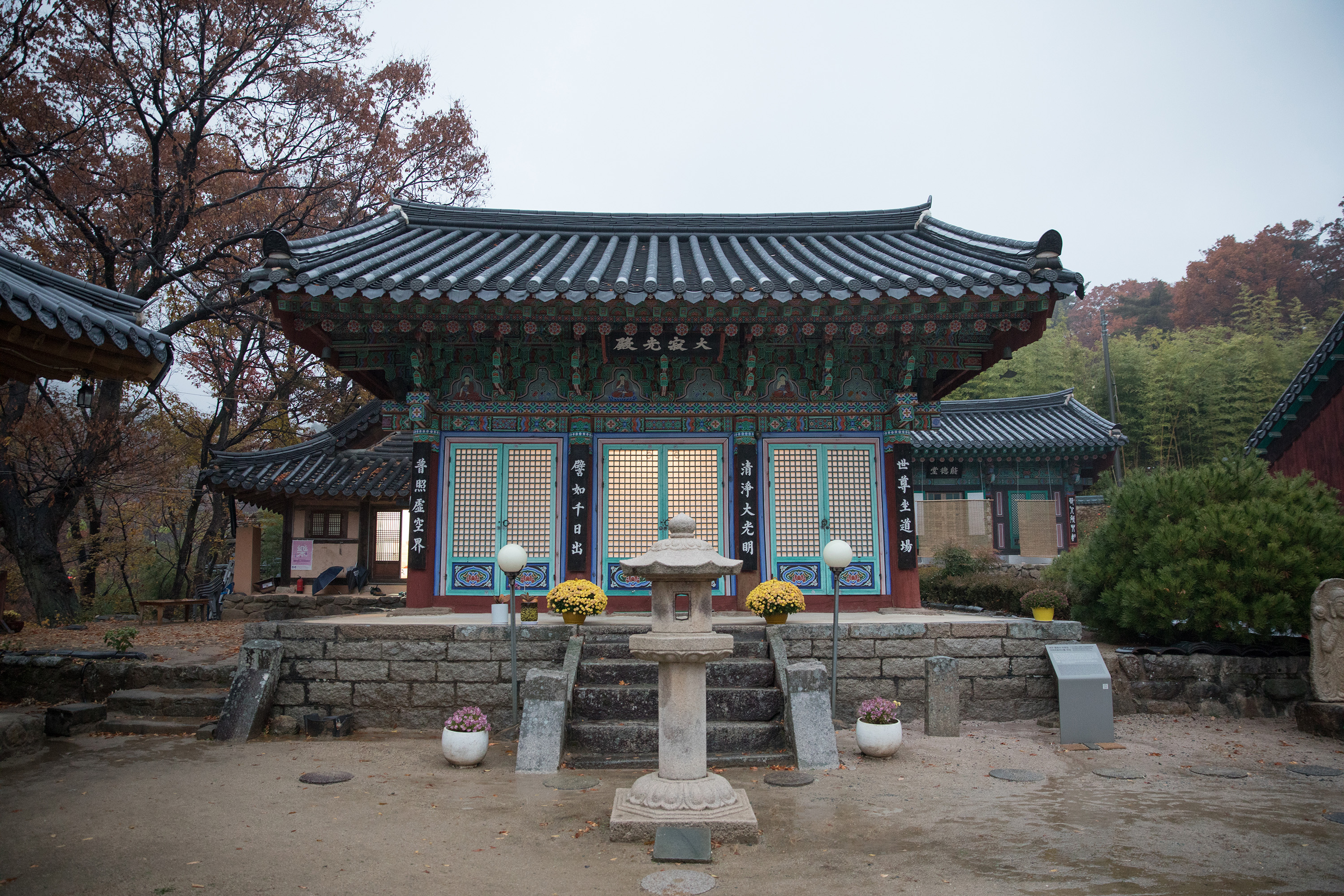
대적광전
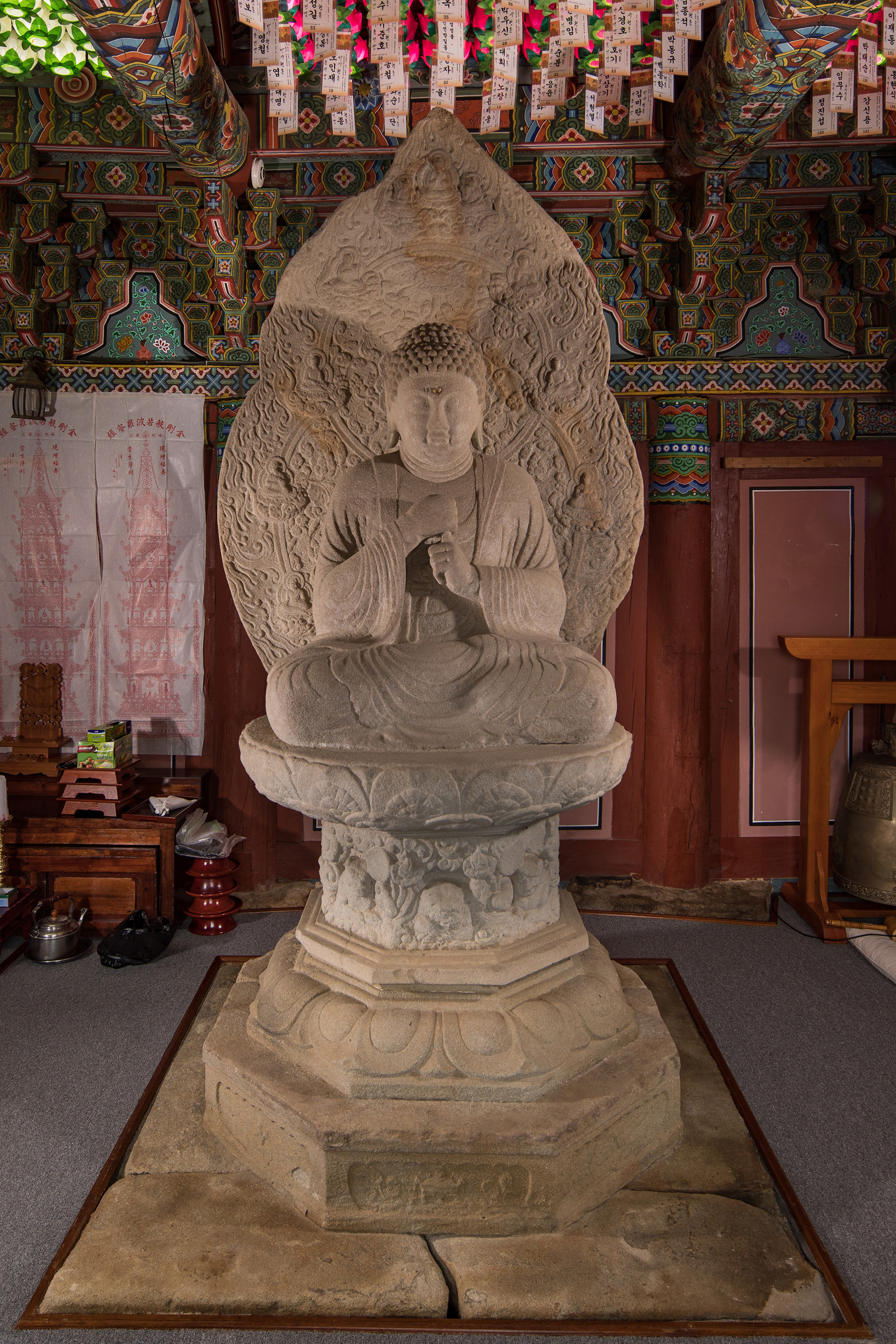
대적광전 비로자나불
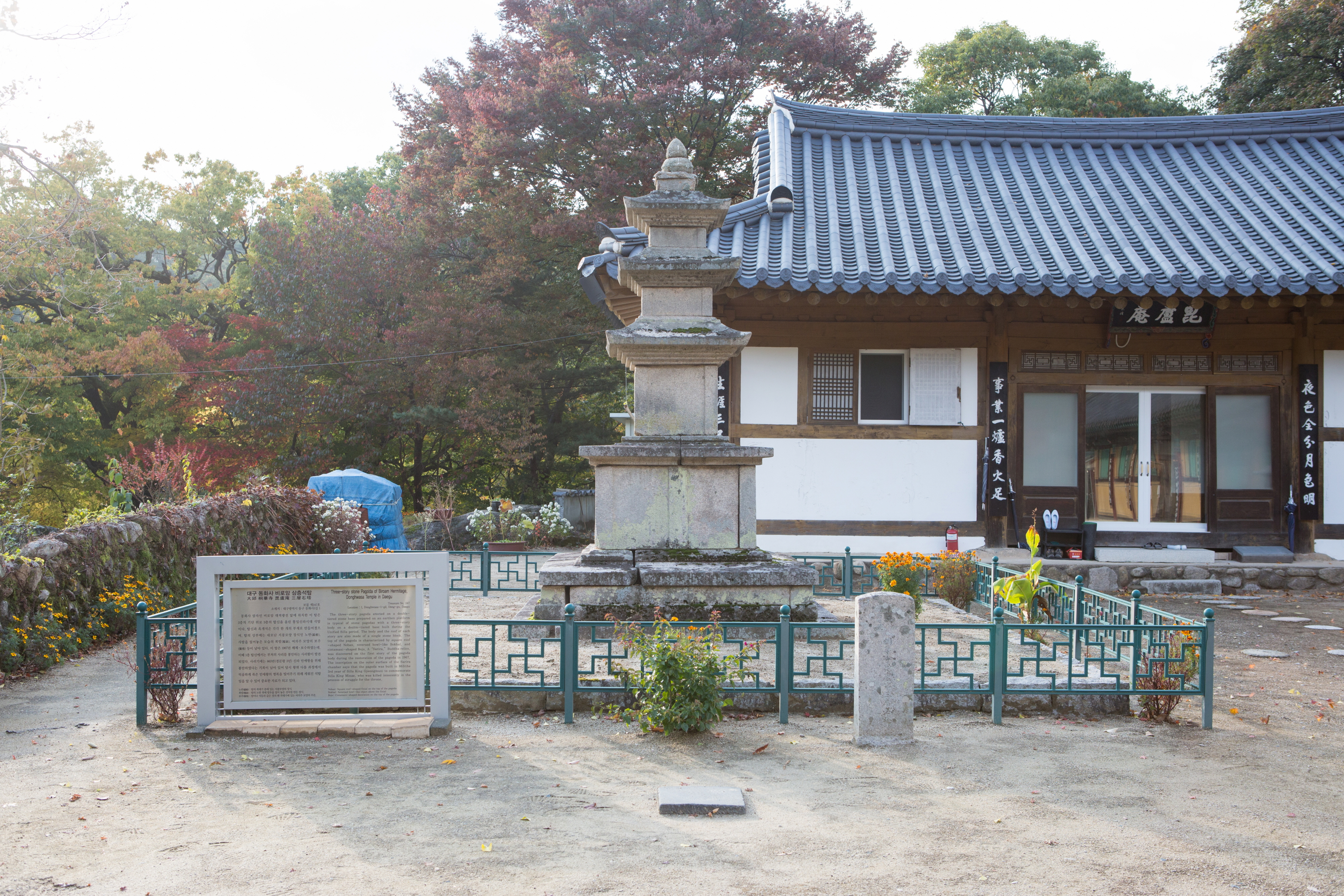
보물 비로암 삼층석탑

### 옹호문
동화사 옹호문(擁護門)은 불법(佛法)을 호위하는 사천왕상(四天王像)을 모셔둔 곳이다. 예전에 있었던 옹호문 자리에 새로 건립하여 2003년 12월 1일 에 낙성식을 가졌다.

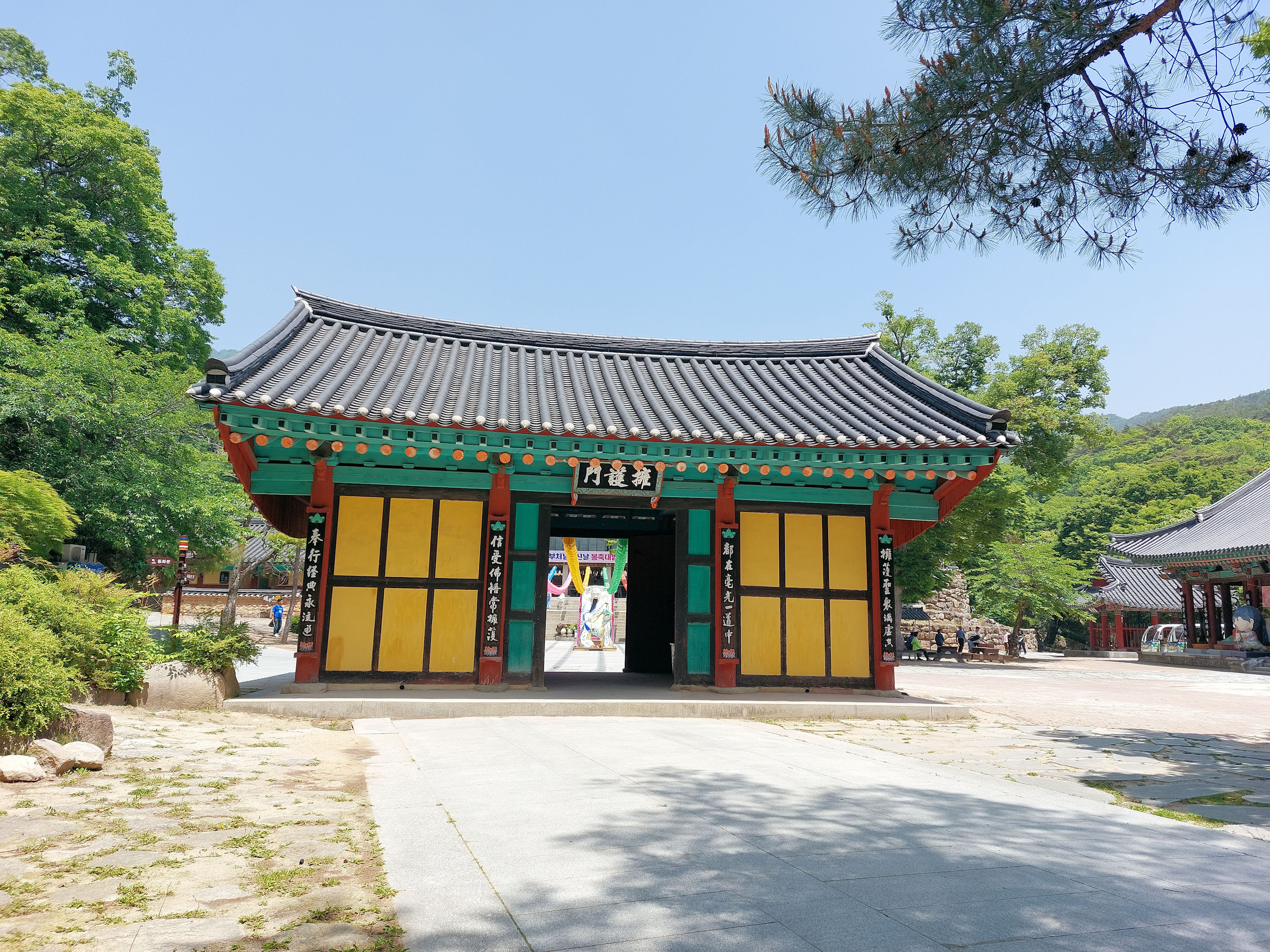
옹호문
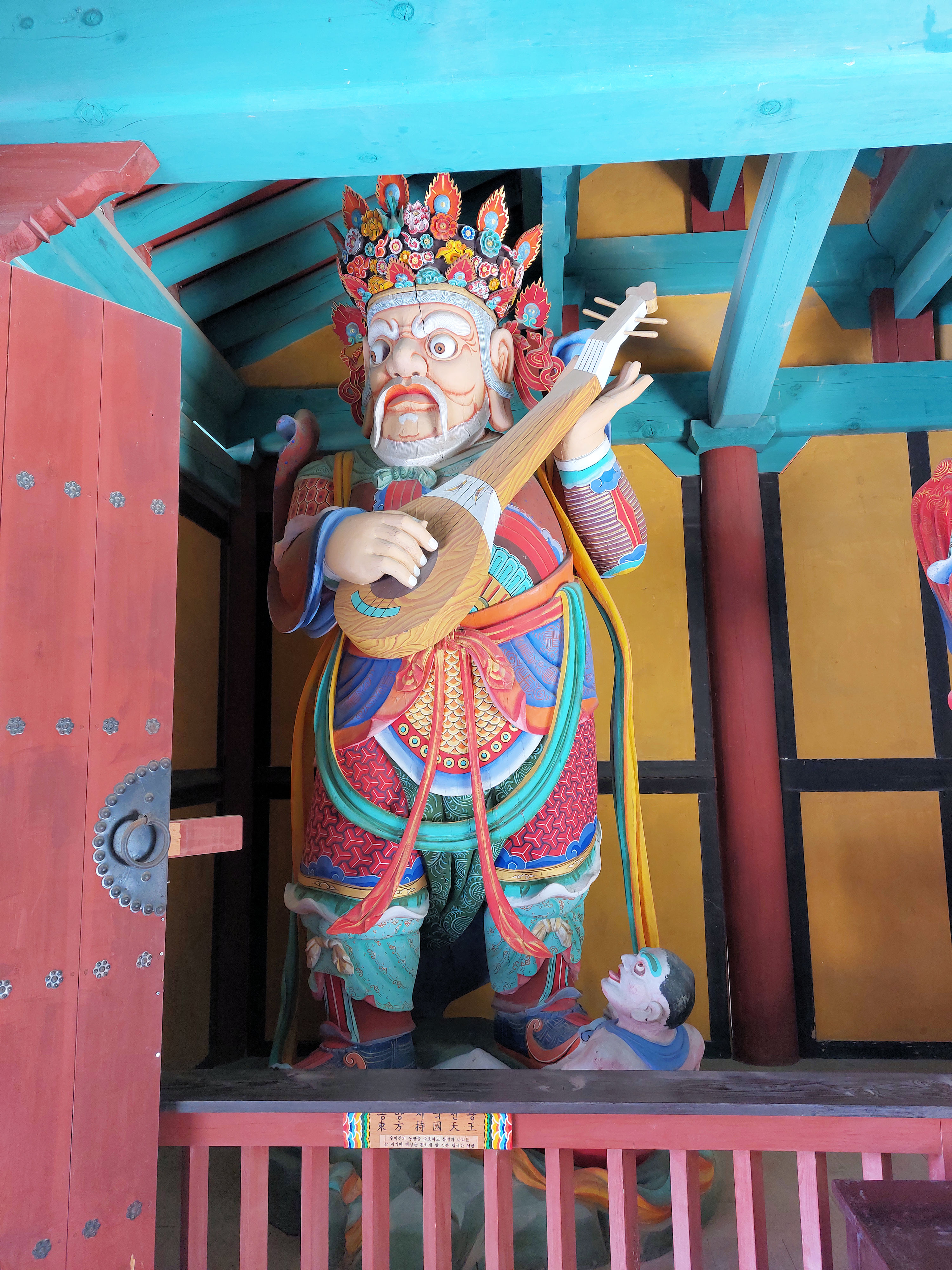
동방 지국천왕
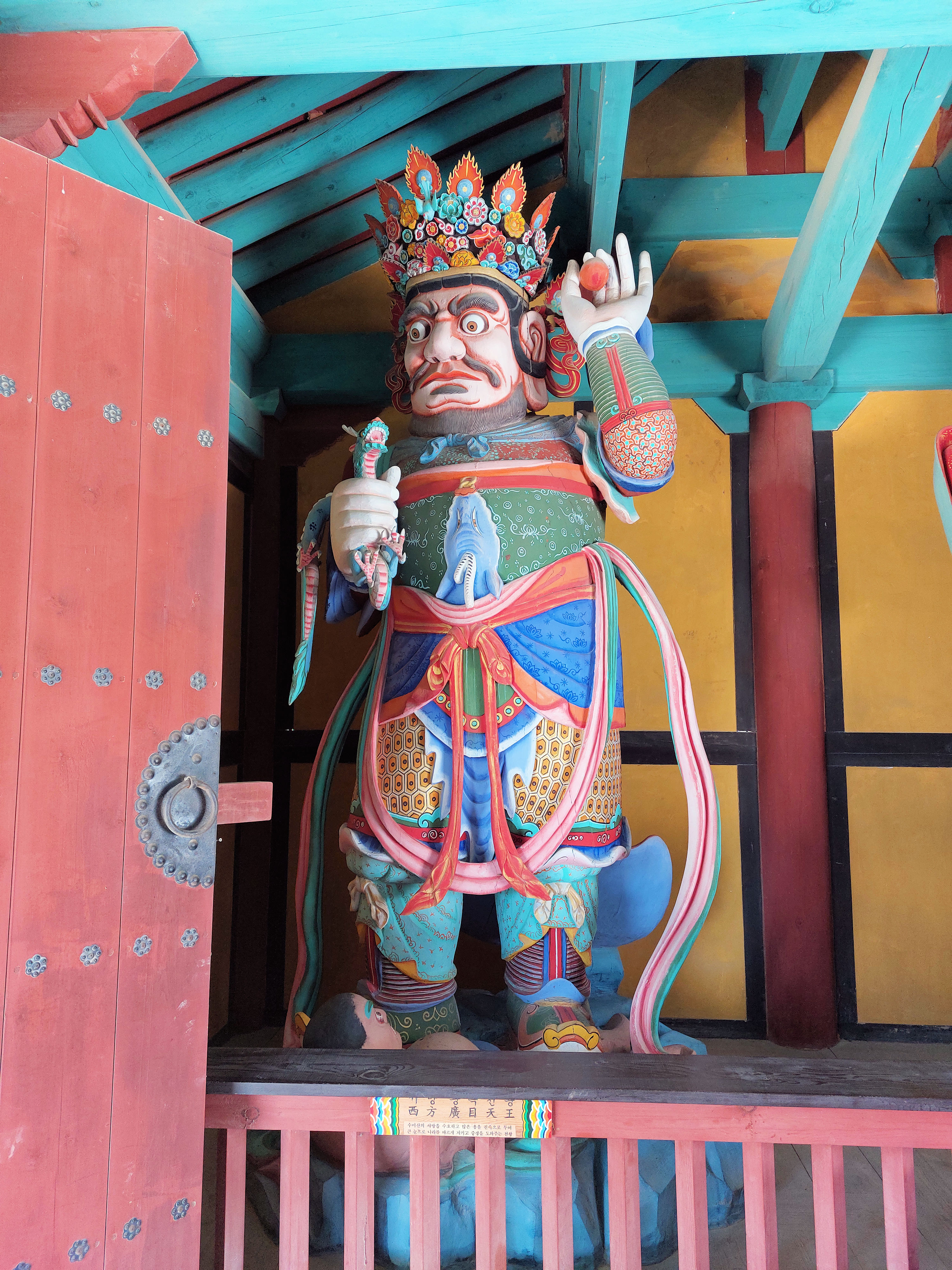
서방 광목천왕
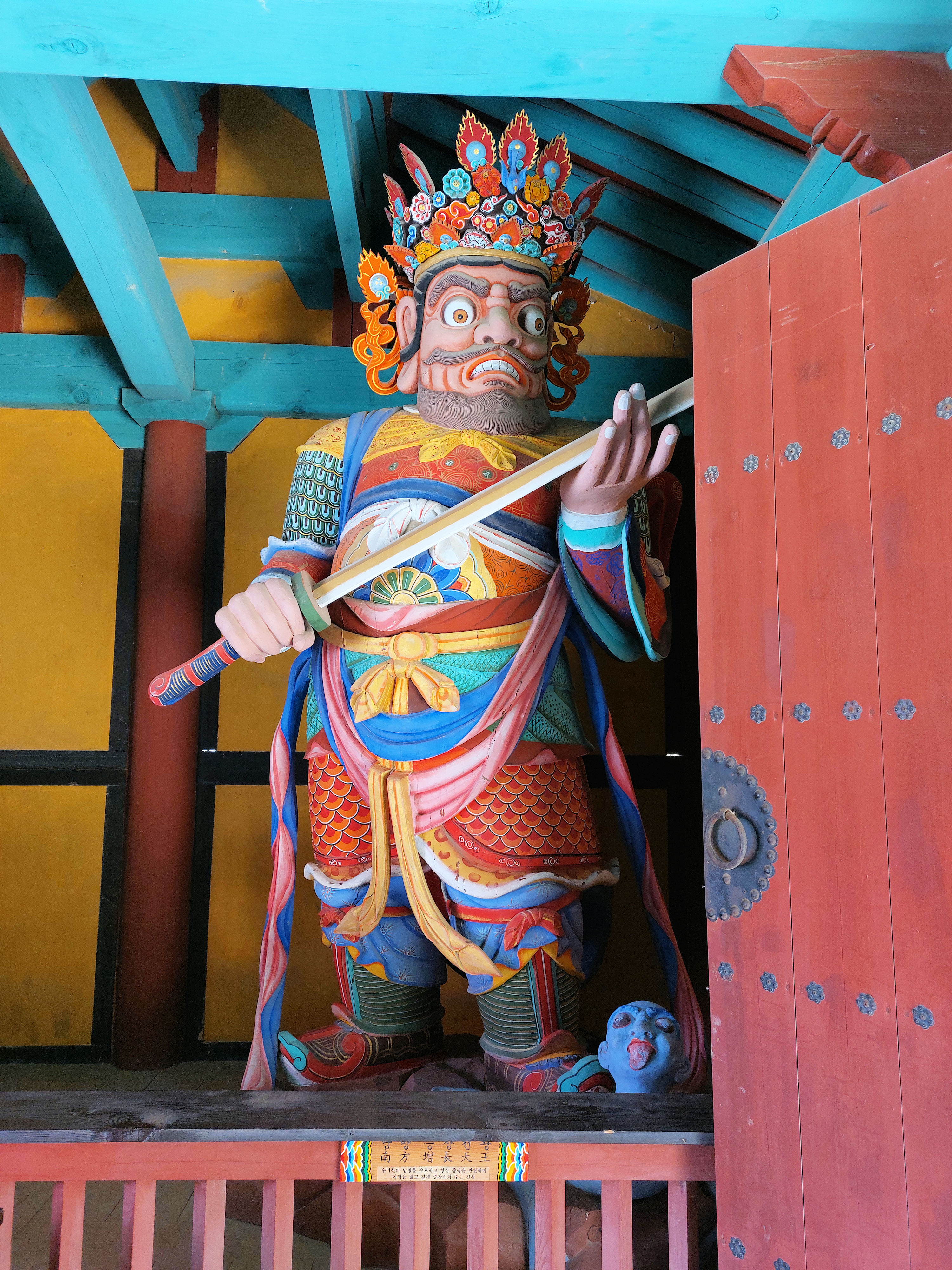
남방 증장천왕
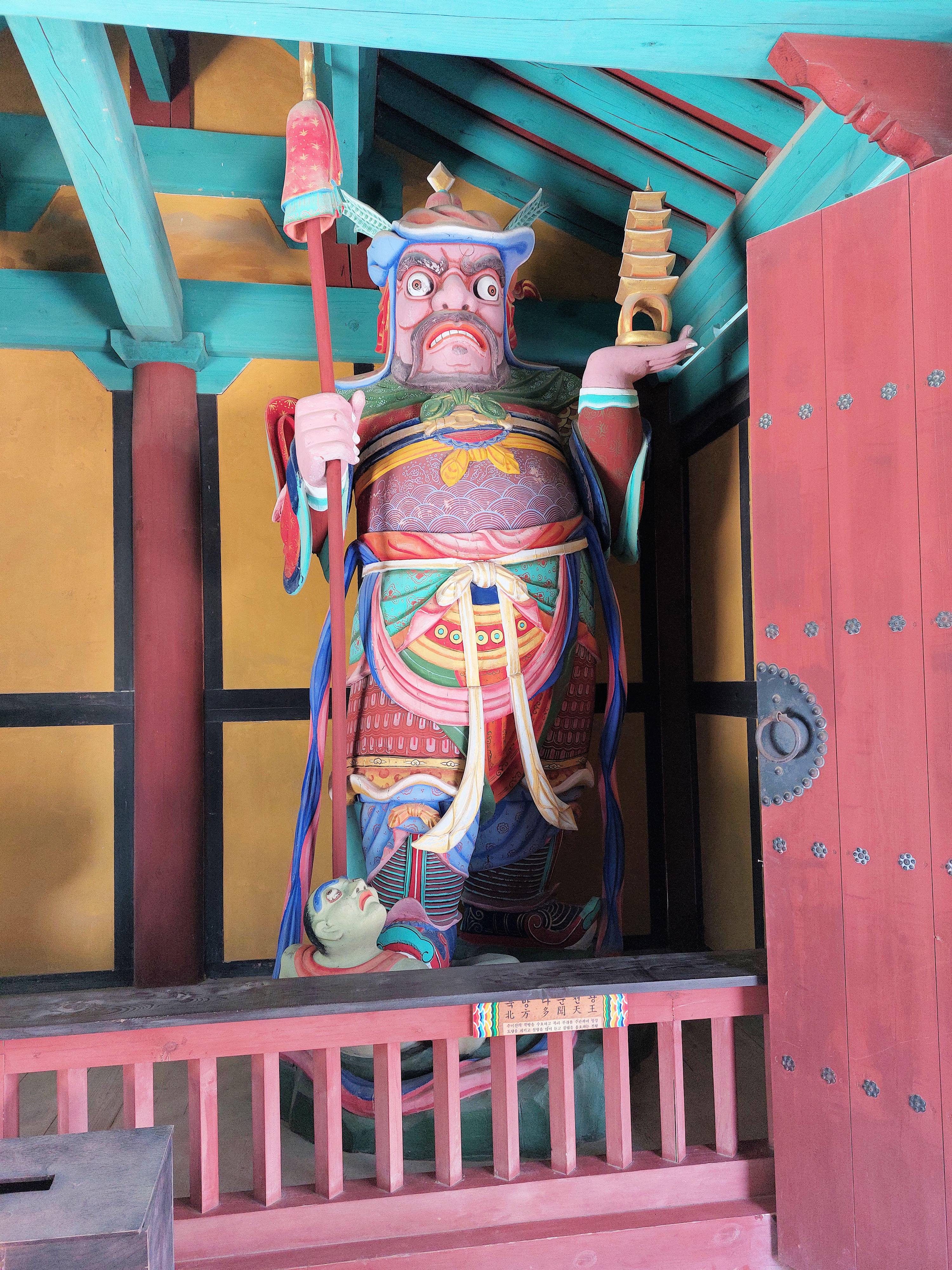
북방 다문천왕

### 봉황문
1633년 조선 선조 11년에 최초로 건립되었다. 원래 동화사 옹호문 자리에 있었는데, 1965년에 현재 위치로 이전했다.
봉황문은 흔히 옛길로 부르는 경로에 위치한 동화사의 문이다. 현재는 새로운 큰 길에 동화문이 새로 생겼다. 동화문은 버스도 통과할 정도로 커서, 봉황문은 예전에 비해 왕래가 뜸하다.

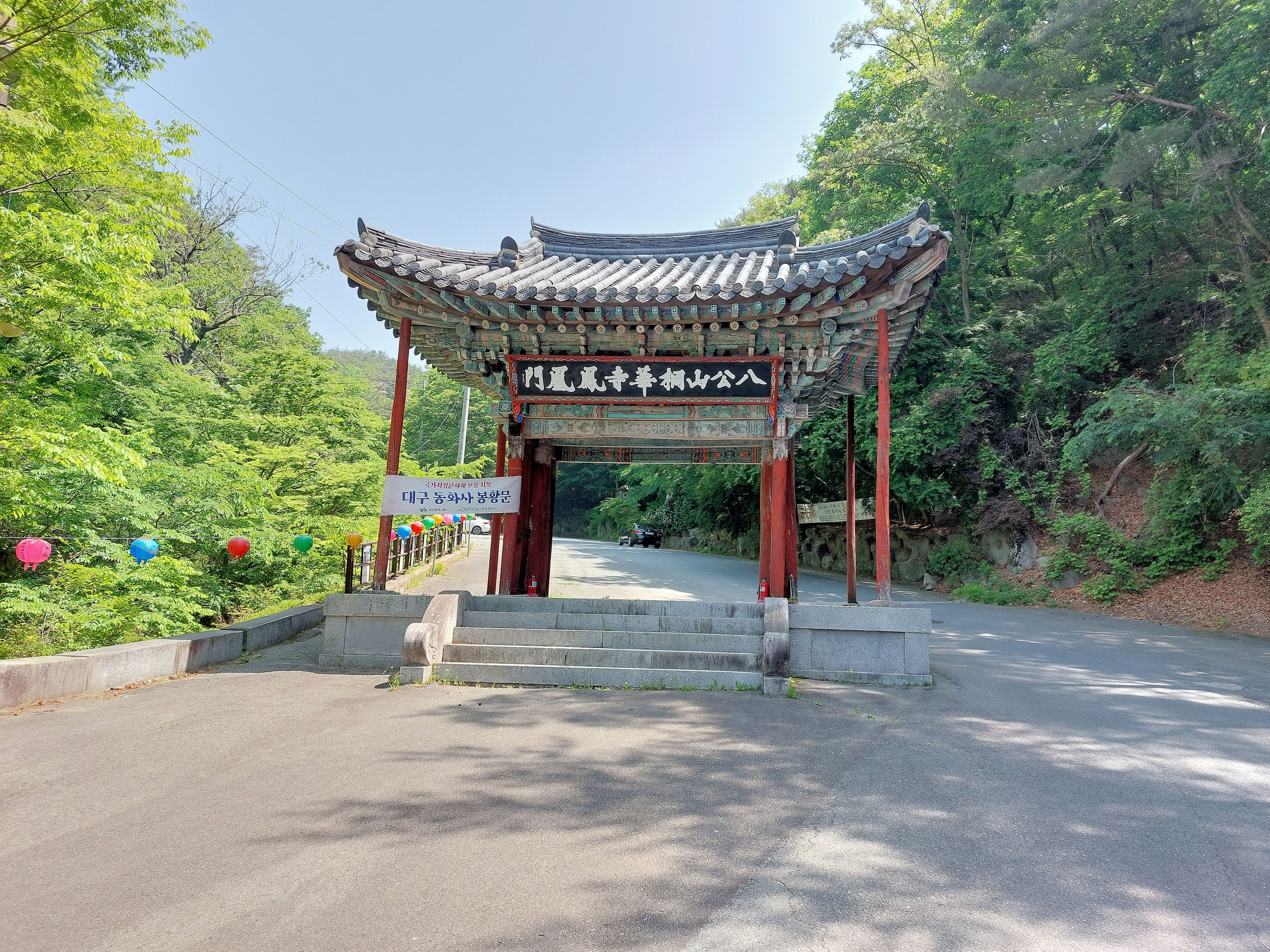
봉황문
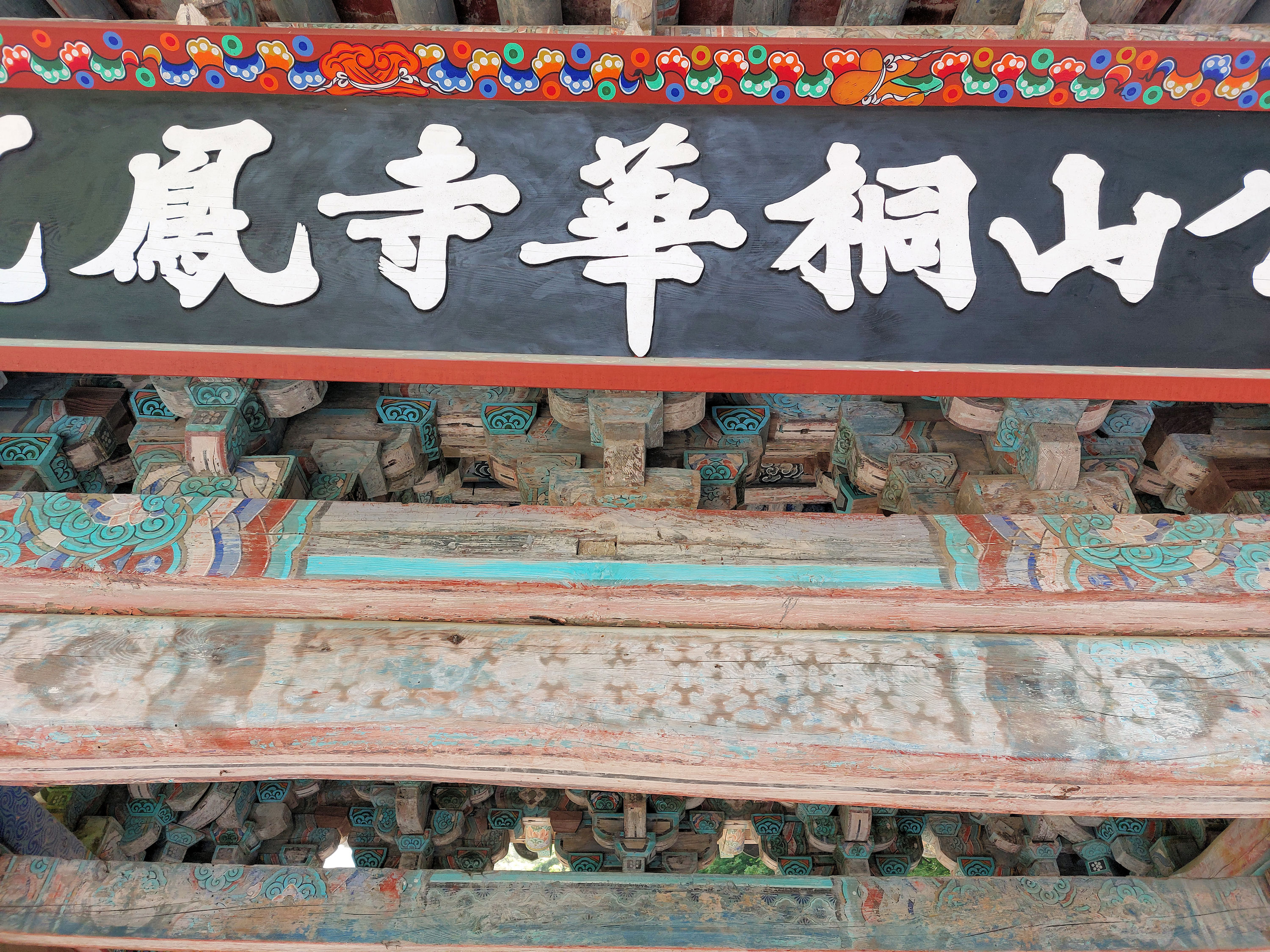
봉황문 현판
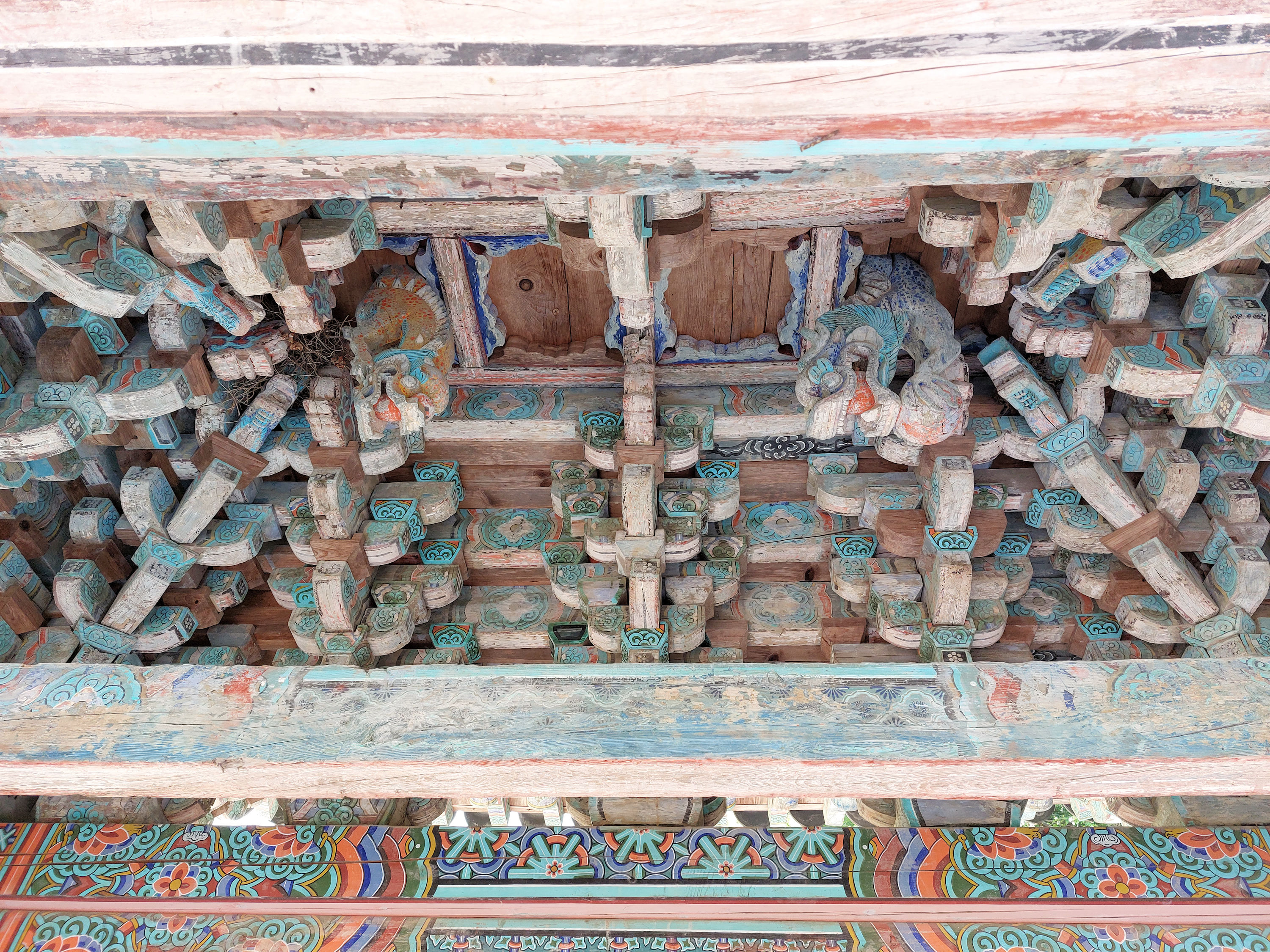
천장의 용
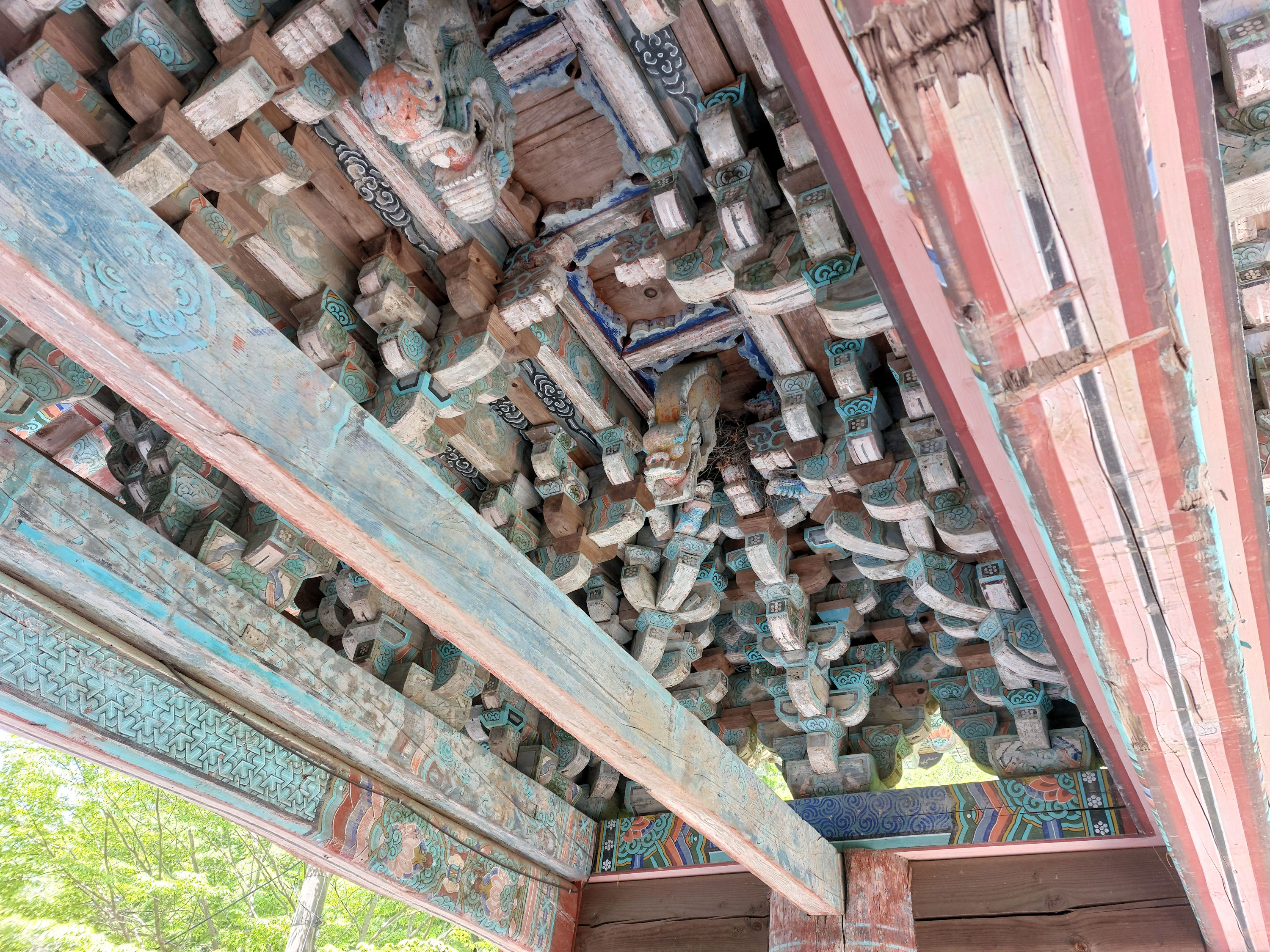
천장 우측면

### 동사심승(桐寺尋僧)
"동화사 승려를 찾았다"는 뜻으로, 조선 전기 문종, 세조, 성종을 섬긴 문신 서거정이 지은 시이다.
대구십경(大邱十景) 중 7경인, 동화사 가는 길을 노래했다.
 동사심승(桐寺尋僧) - 서거정(徐居正)

원상초제석경층(遠上招提石徑層)

 청등백말우오등(靑縢白襪又烏藤)

 차시유흥무인식(此時有興無人識)

 흥재청산부재승(興在靑山不在僧)

멀리 절에 올라가는 좁은 돌층계 길

 푸른 등나무에 흰 버선에 또한 검은 지팡이

 저토록 흥겨운데 아는 이 없으니

 청산에 흥겨움이 있지, 스님에게 있지 않거늘

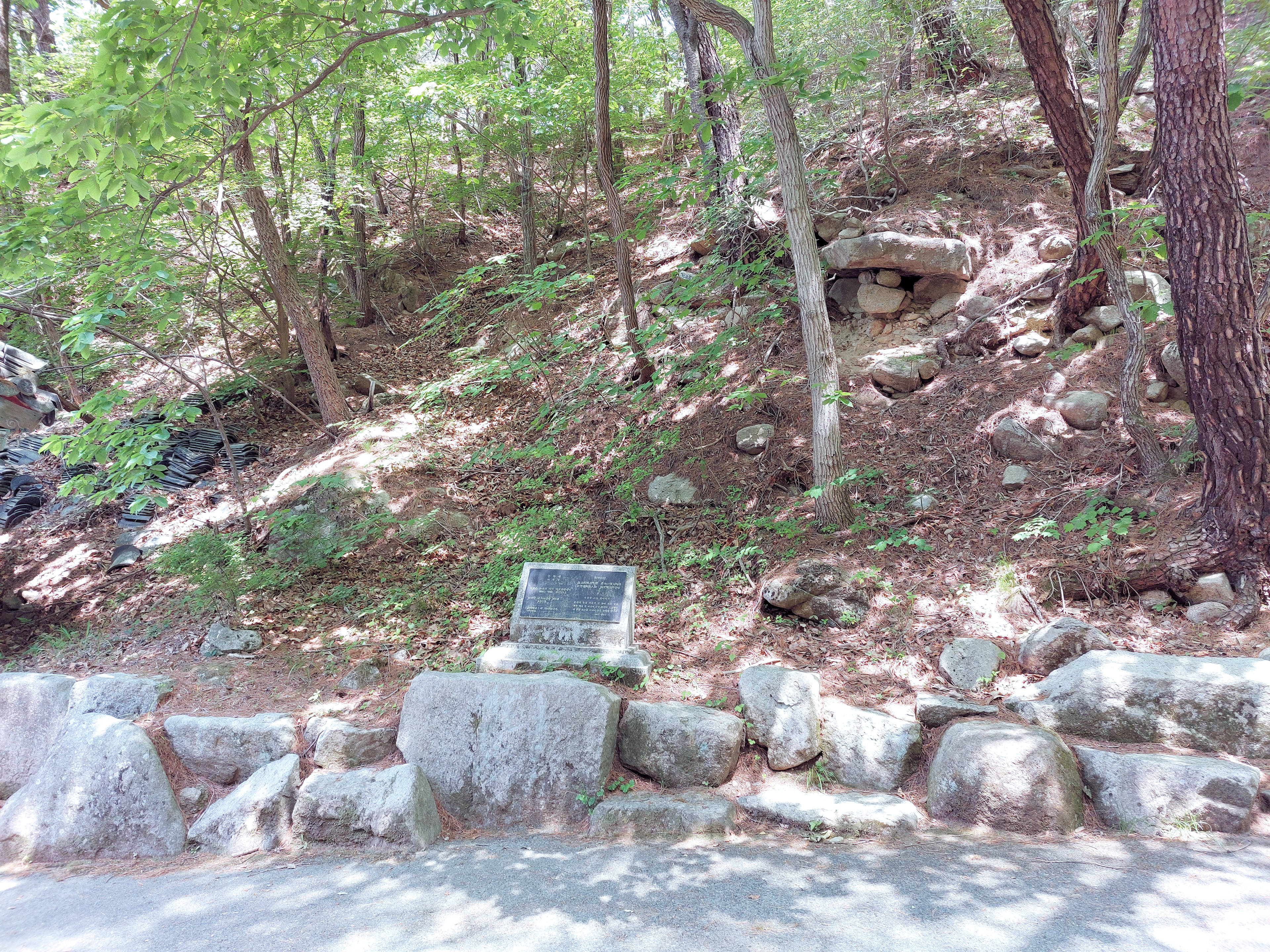
동사심승 비석
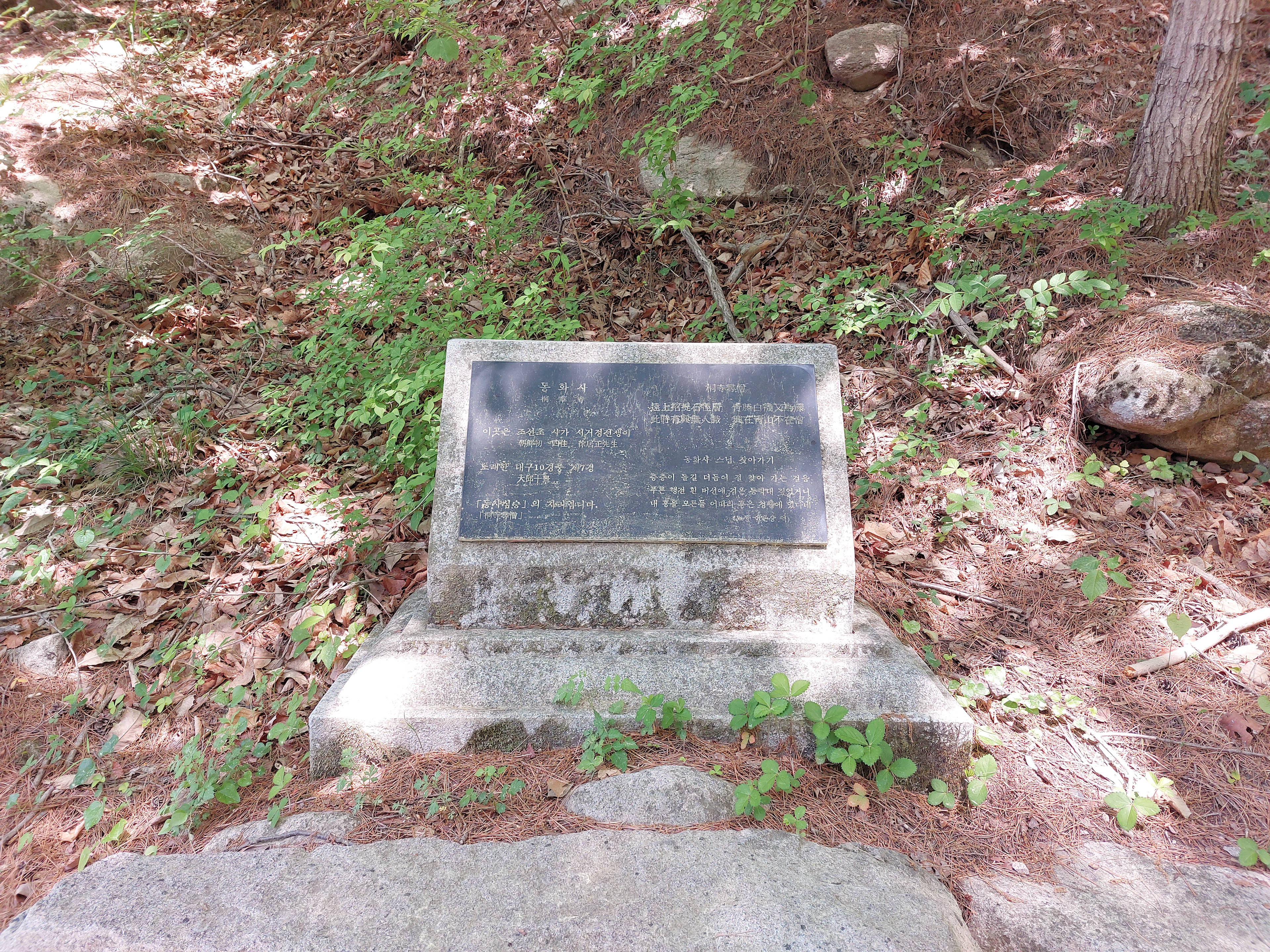
동사심승 비석

### 심검당(尋劒堂)
심검당이라는 이름은 '지혜의 칼을 찾는 집'이라는 뜻으로, 참선이나 불경 강설용으로 쓰이는 건물에 주로 붙이는 이름이다. 동화사 심검당은 조선 선조 38년(1605년)에 천령(天靈)에 의해 지어졌다.
1919년 3.30 대구만세운동을 주도했던 영남 지방학림의 승려 아홉 명이 당시 만세운동 계획을 결의하고 수립했던 장소이다. 현재의 건물은 1978년에 중건된 것으로, 동화사 승려들의 생활 주거 공간으로 쓰이고 있다.

## 지정 문화재
동화사와 연관된 대한민국의 보물로 지정된 문화재 목록은 다음과 같다. 문화재 지정번호는 2021년 11월 19일부터 표기하지 않기로 법이 개정되어 현재는 쓰지 않는다.
| 지정 종류 | 명칭                                                                                  | 시대     | 지정일           | 참조 |
| 보물      | 대구 동화사 마애여래좌상 (大邱 桐華寺 磨崖如來坐像)                                   | 신라     | 1963년 1월 21일  |      |
| 보물      | 대구 동화사 비로암 석조비로자나불좌상 (大邱 桐華寺 毘盧庵 石造毘盧遮那佛坐像)         | 신라     | 1963년 1월 21일  |      |
| 보물      | 대구 동화사 비로암 삼층석탑 (大邱 桐華寺 毘盧庵 三層石塔)                             | 신라     | 1963년 1월 21일  |      |
| 보물      | 대구 동화사 금당암 동·서 삼층석탑 (大邱 桐華寺 金堂庵 東·西 三層石塔)                 | 신라     | 1963년 1월 21일  |      |
| 보물      | 대구 동화사 당간지주 (大邱 桐華寺 幢竿支柱)                                           | 신라     | 1963년 1월 21일  |      |
| 보물      | 대구 도학동 승탑 (大邱 道鶴洞 僧塔)                                                   | 미상     | 1975년 8월 4일   |      |
| 보물      | 전 대구 동화사 비로암 삼층석탑 납석사리호 (傳 大邱 桐華寺 毘盧庵 三層石塔 蠟石舍利壺) | 통일신라 | 1982년 12월 7일  |      |
| 보물      | 대구 동화사 사명당 유정 진영 (大邱 桐華寺 泗溟堂 惟政 眞影)                           | 조선     | 2006년 12월 29일 |      |
| 보물      | 대구 동화사 대웅전 (大邱 桐華寺 大雄殿)                                               | 조선     | 2008년 4월 28일  |      |
| 보물      | 대구 동화사 목조약사여래좌상 복장전적 (大邱 桐華寺 木造藥師如來坐像 腹藏典籍)         | 조선     | 2009년 2월 23일  |      |
| 보물      | 대구 동화사 아미타회상도 (大邱 桐華寺 阿彌陀會上圖)                                   | 조선     | 2009년 2월 23일  |      |
| 보물      | 대구 동화사 보조국사지눌진영 (大邱 桐華寺 普照國師知訥眞影)                           | 조선     | 2010년 2월 24일  |      |
| 보물      | 대구 동화사 삼장보살도 (大邱 桐華寺 三藏菩薩圖)                                       | 조선     | 2012년 8월 24일  |      |
| 보물      | 대구 동화사 지장시왕도 (大邱 桐華寺 地藏十王圖)                                       | 조선     | 2012년 8월 24일  |      |
| 보물      | 대구 동화사 봉황문(大邱 桐華寺 鳳凰門)                                                | 조선     | 2022년 12월 28일 |      |

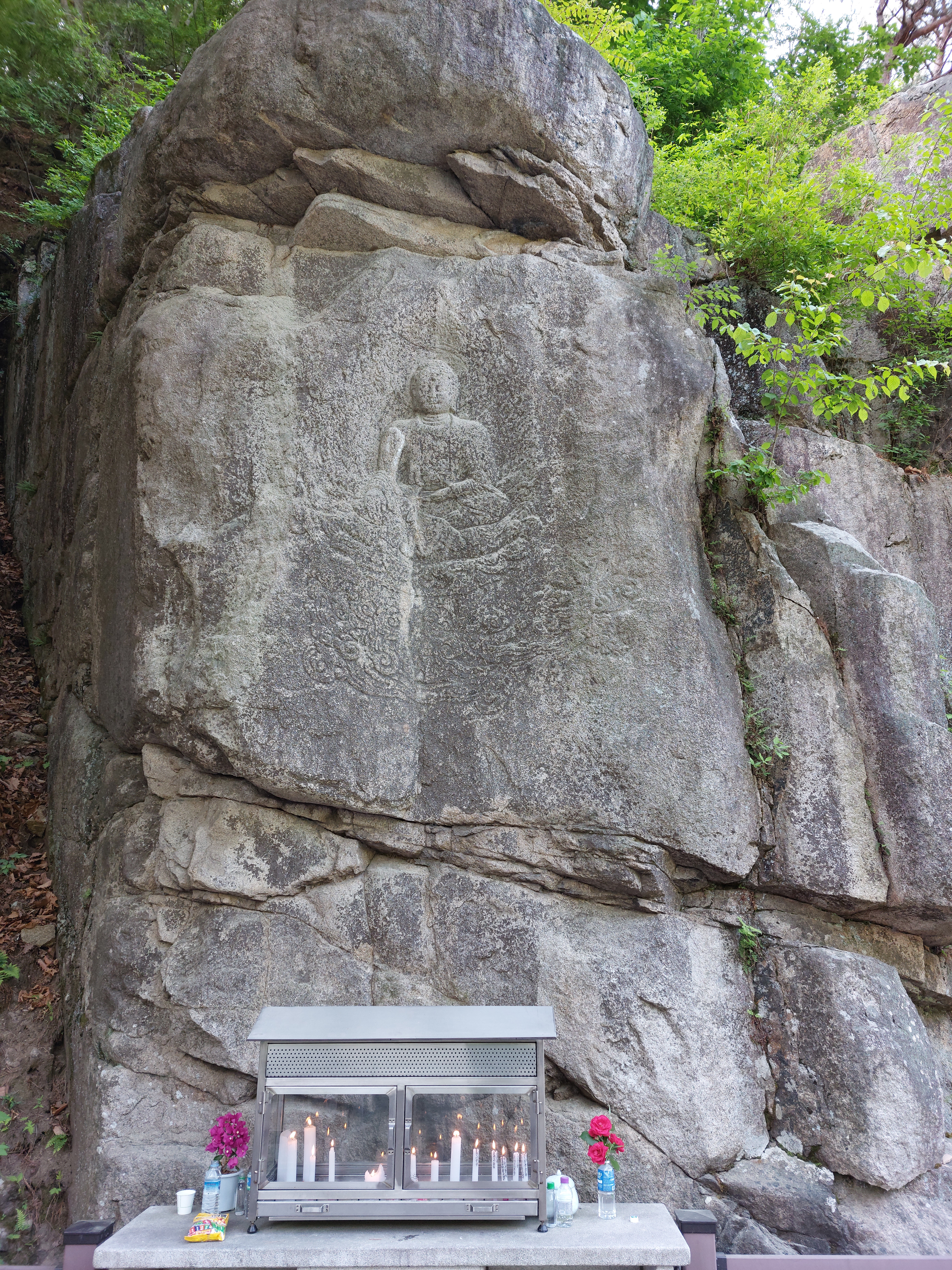
동화사 마애여래좌상
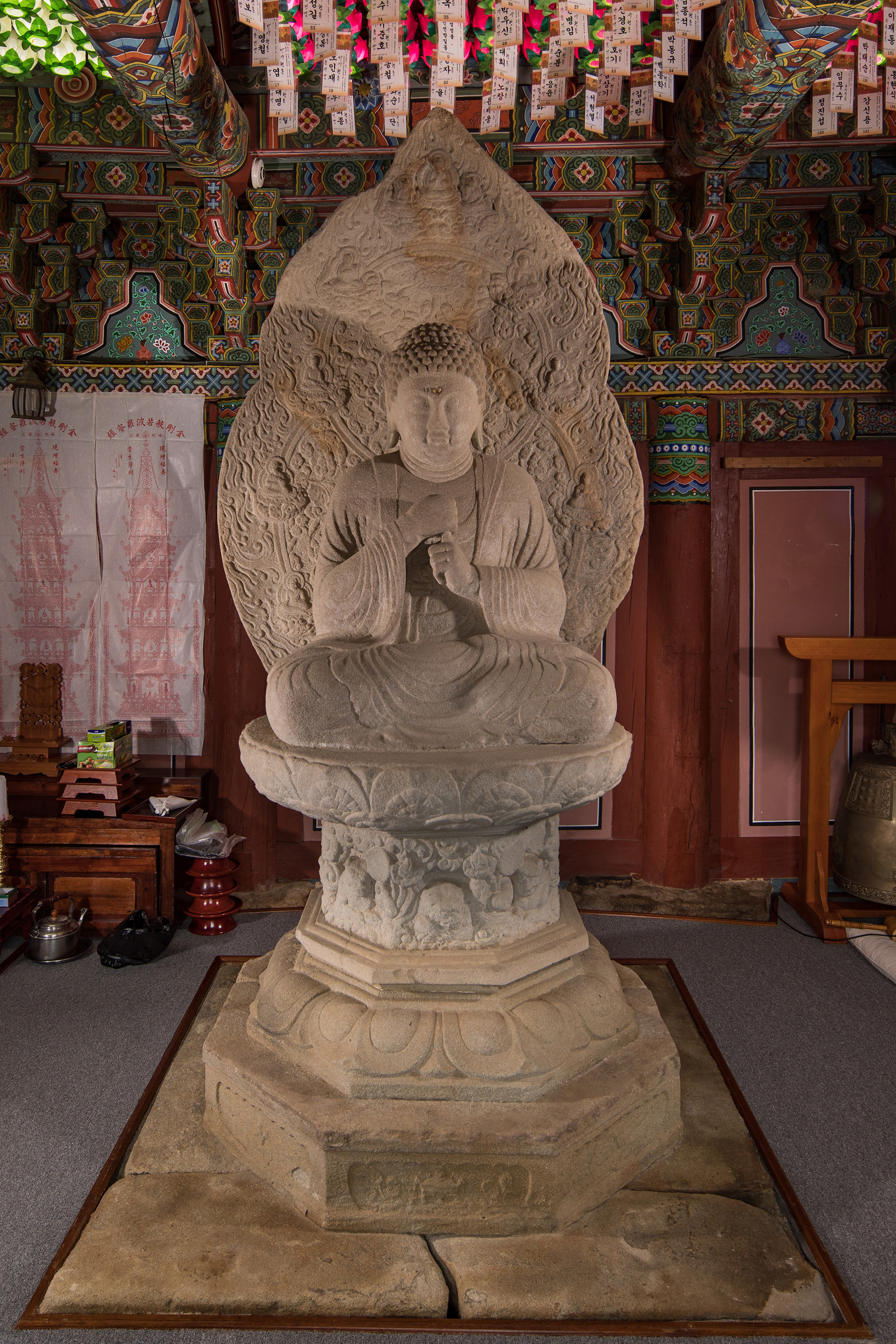
동화사 비로암 석조비로자나불좌상
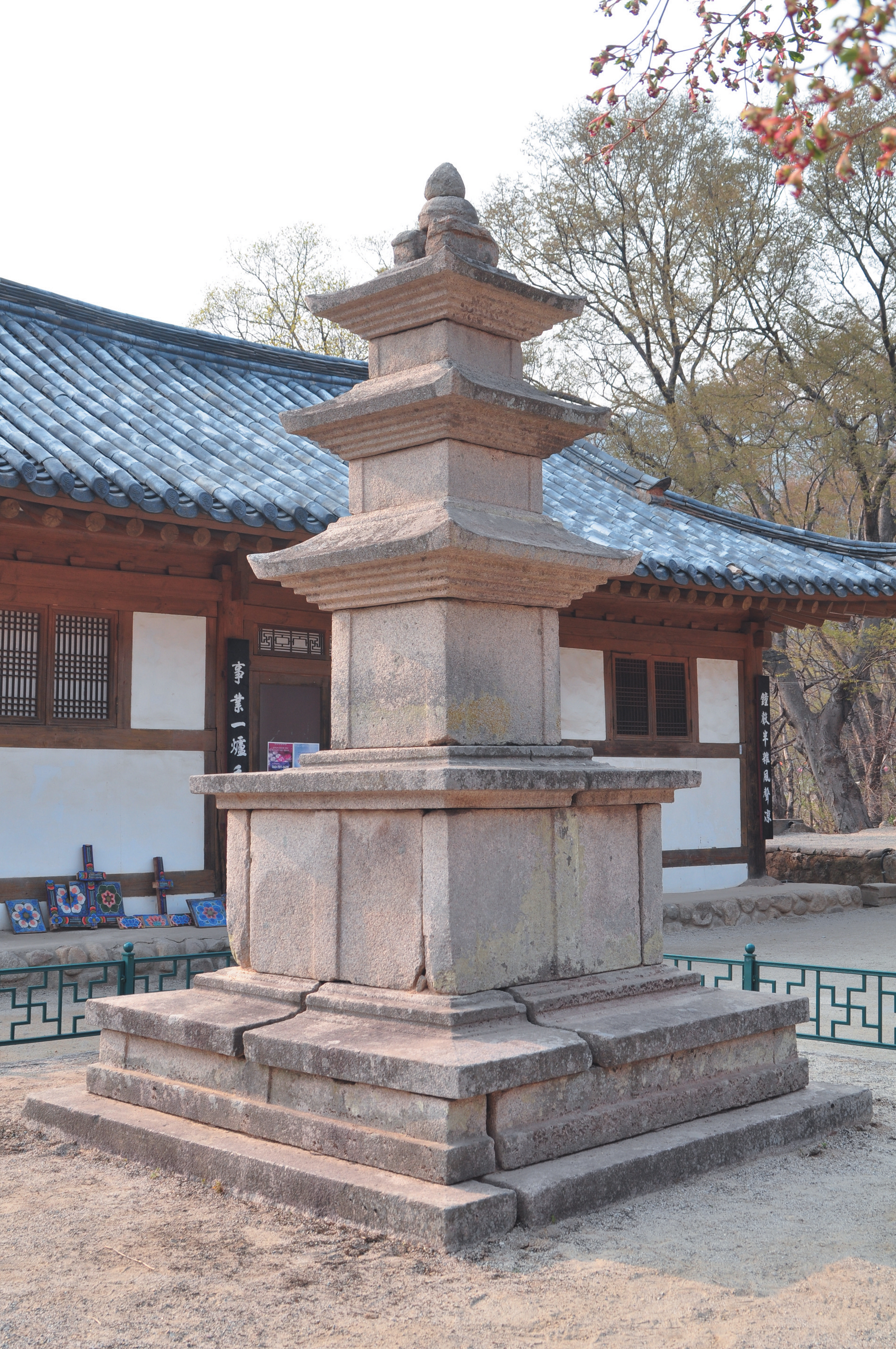
동화사 비로암 삼층석탑
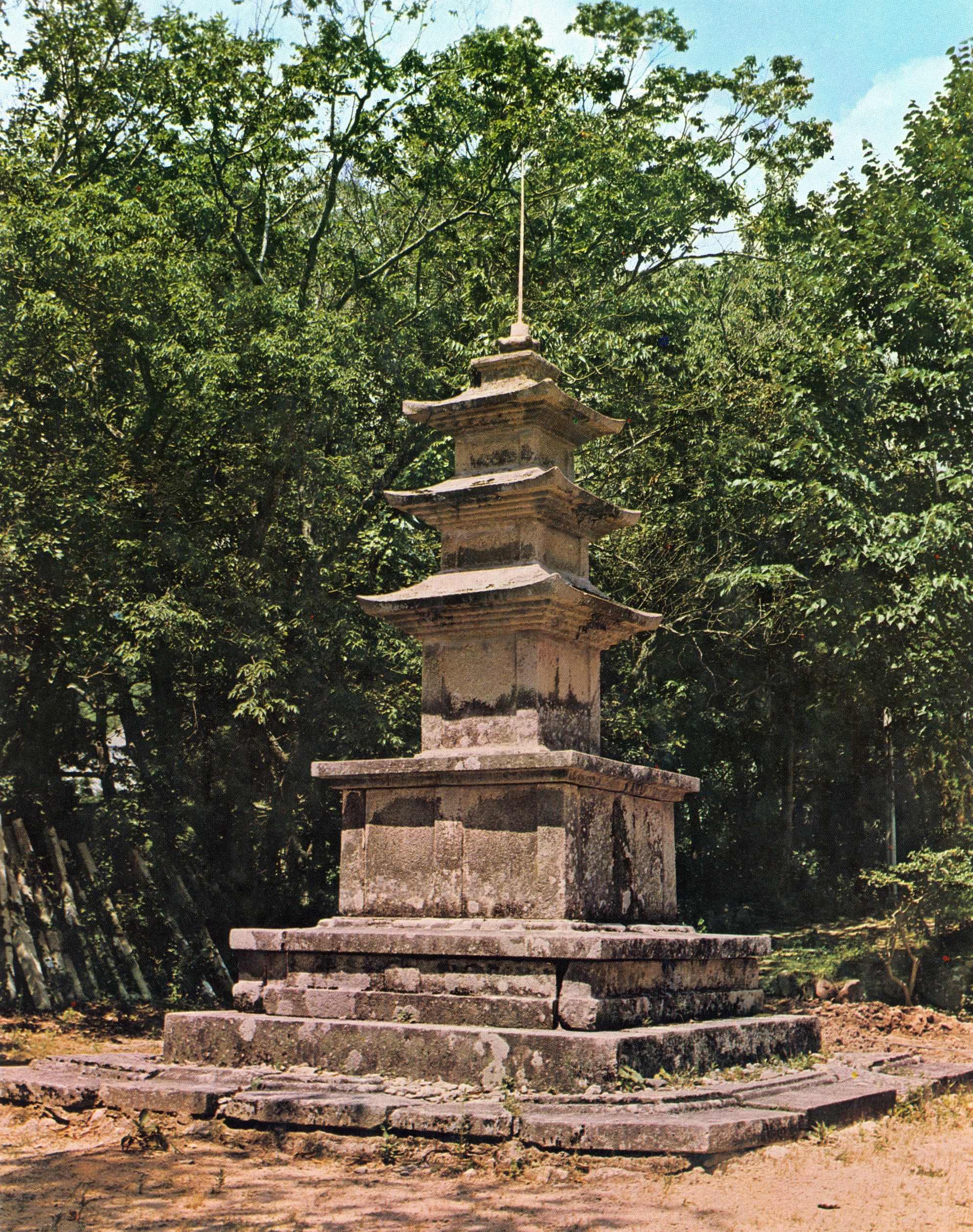
동화사 금당암 동·서 삼층석탑
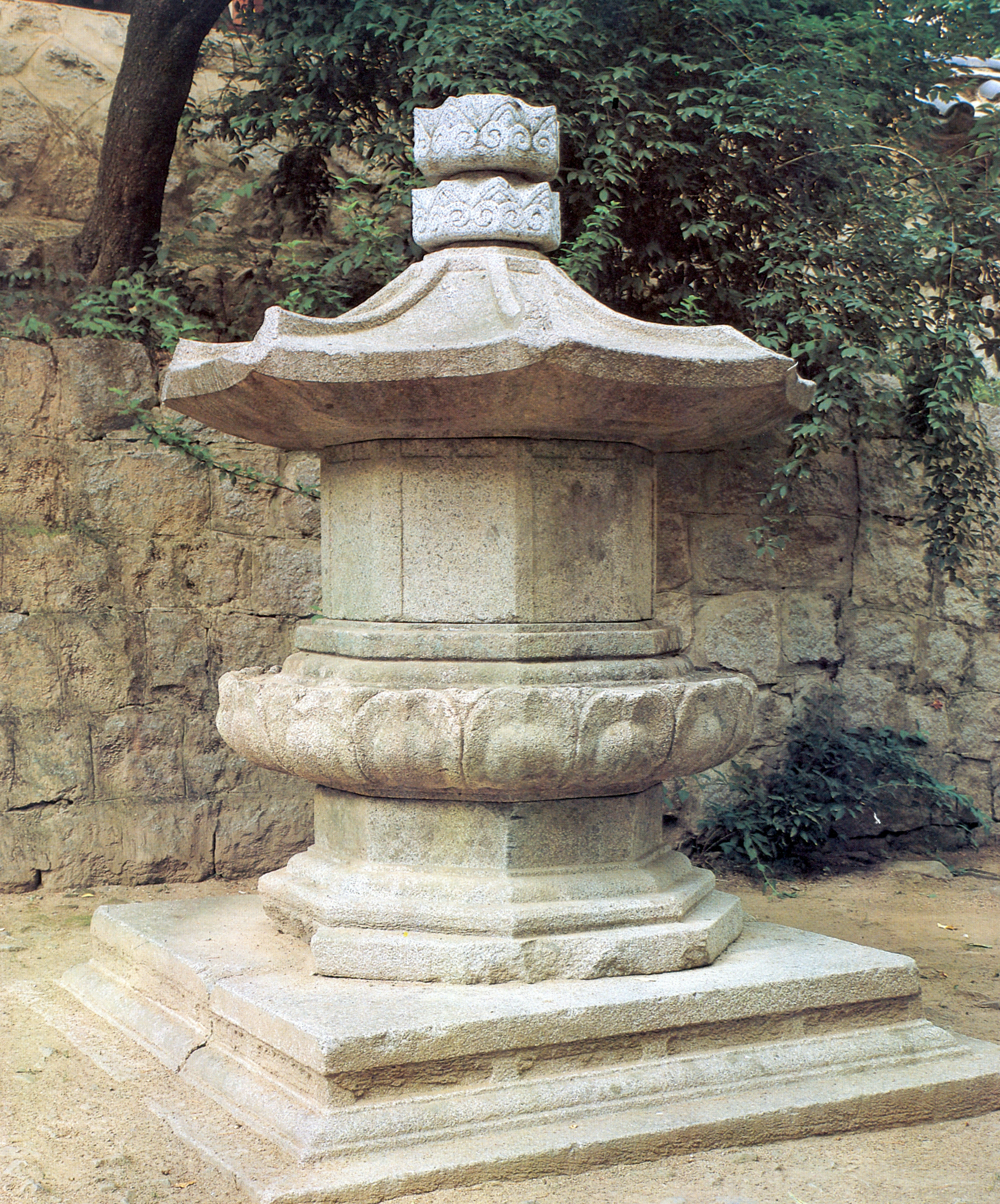
도학동 승탑
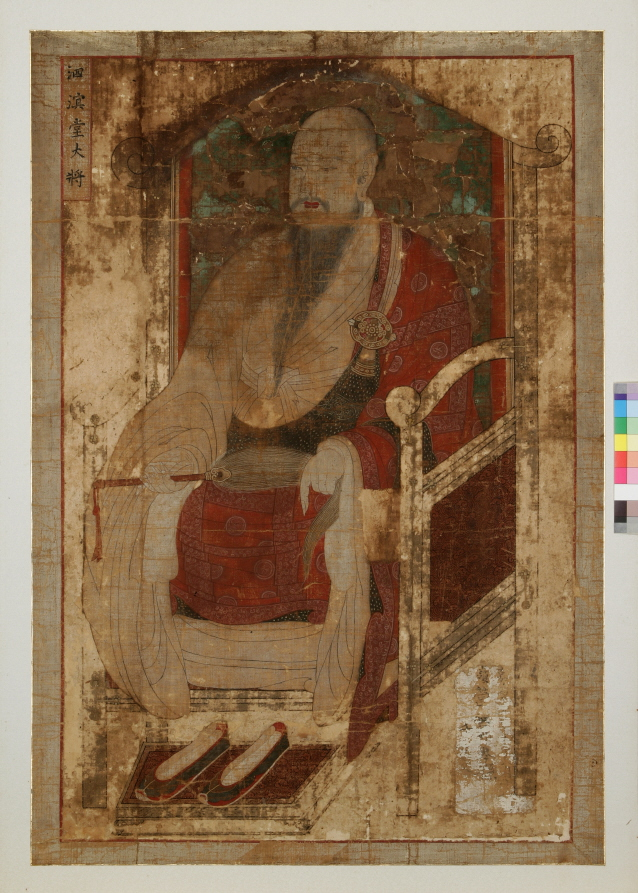
동화사 사명당 유정 진영
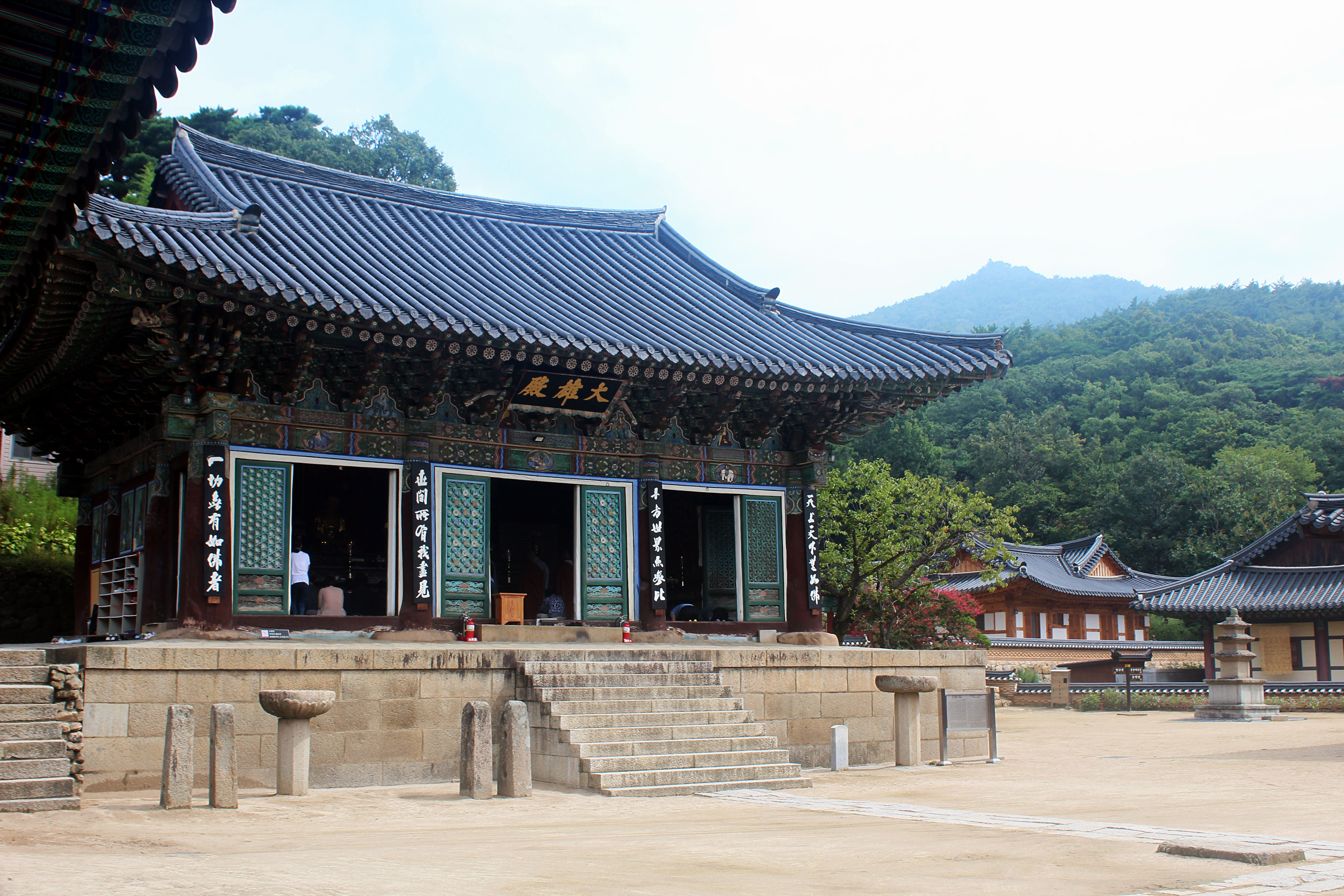
동화사 대웅전
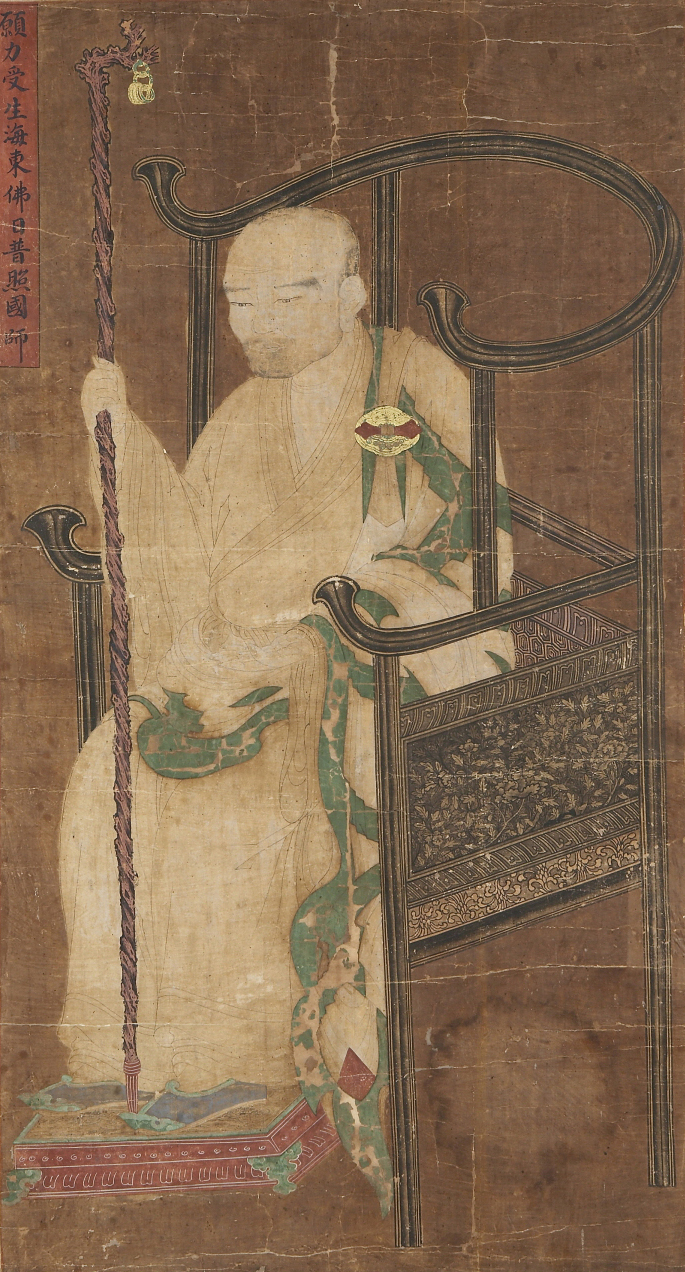
동화사 보조국사 지눌 진영

## 부속 암자
- 비로암 : 예전에 노스님들이 주석하셨고, 지금은 율원이 되었다.
- 부도암
- 양진암 : 비구니 암자이다.
- 내원암 : 비구니 암자이다.
- 염불암

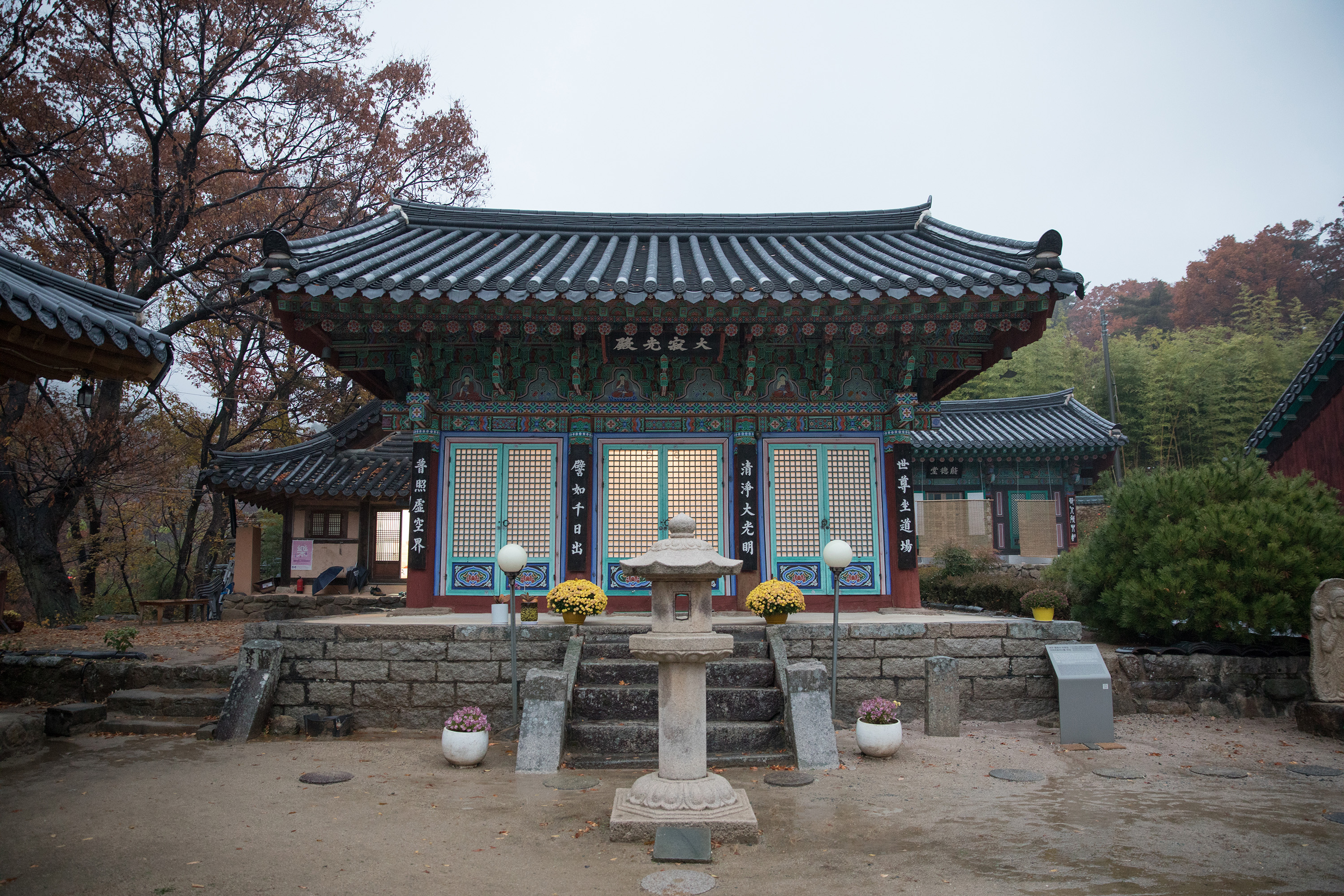
비로암 대적광전
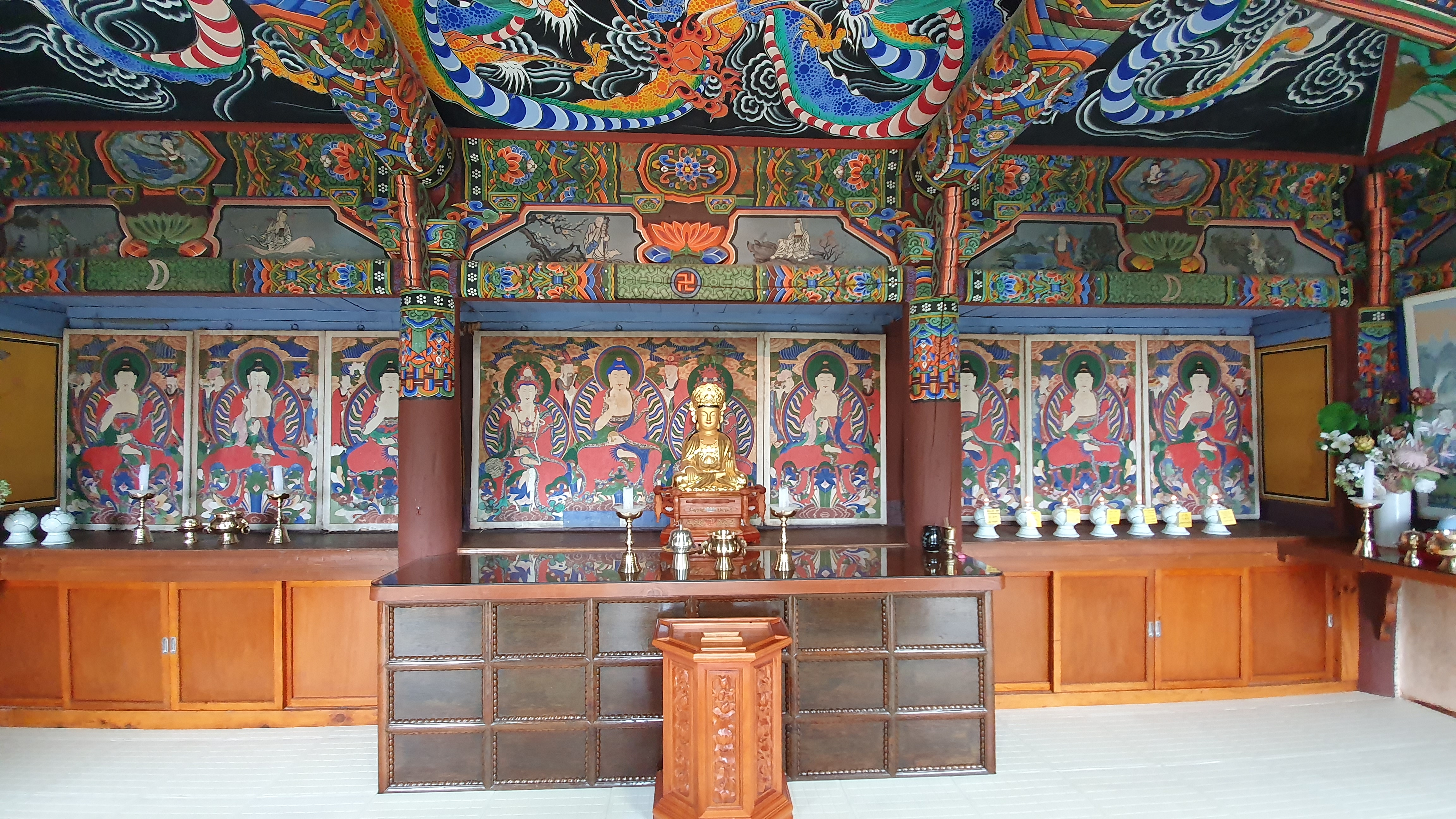
내원암 칠성도
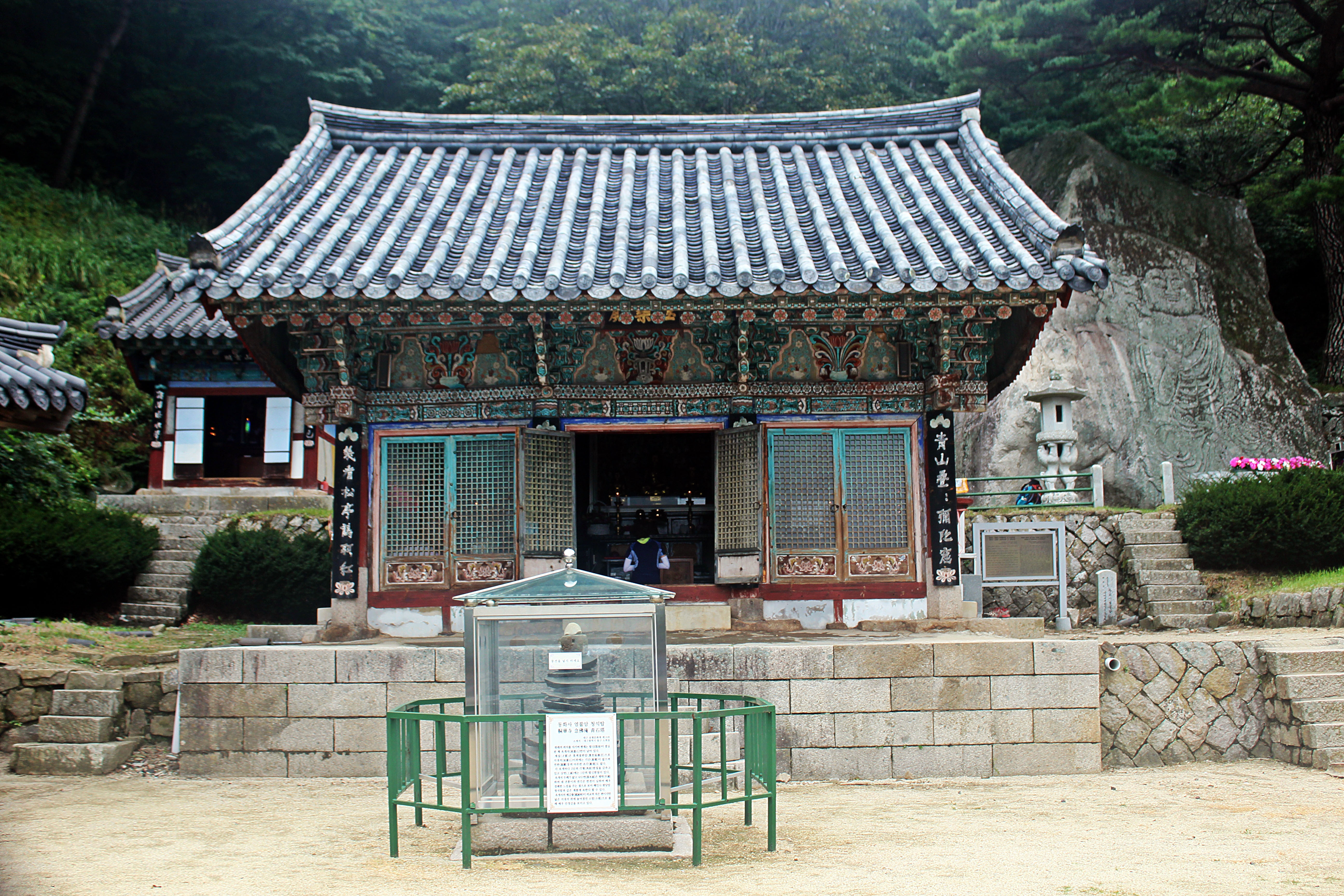
염불암

## 동화사 승시 축제
동화사가 위치한 팔공산 일대는 고려 시대부터 조선 초기까지 산지에 위치한 사찰끼리 서로 필요한 물품을 물물교환의 형식으로 거래하던, 이른바 승시(僧市)라고 하는 승려들의 시장이 열리던 곳이었다. 동화사는 이 승시를 재현한 '팔공산 승시축제'를 2010년부터 개최하고 있다. 승시라는 독특한 전통의 계승 및 불교문화의 대중화를 목표로 승시와 관련된 학술 세미나와 승시에서의 물물교환 재현 및 승려들이 제작한 불교용품 자선바자회를 비롯하여, 사찰 음식 시연 및 영산재, 극달화상 영정이운식, 승무 시연, 판각 및 탁본체험, 단청 및 불화(탱화)그리기, 염주, 목탁, 컵등 만들기 등의 체험행사와 외국의 불교문화 소개 등의 행사와 더불어, 전통문양 활용 패션 경연대회, 찬불가 경연, 요일별 풍물공연과 줄타기, 널뛰기, 청소년 댄스공연 등의 프로그램으로 구성되어 있다. 2013년부터는 승려들간의 씨름 경기인 ‘동화사 주지스님배 씨름대회’도 프로그램에 포함되어 개최되었다.

## 체험 및 시설

### 템플스테이
동화사에서는 내·외국인을 위한 다양한 템플스테이 프로그램을 운영하고 있다.

## 같이 보기
- 대한불교조계종
- 한국의 불교